# Belägringen av Köpenhamn
För andra betydelser, se Belägringen av Köpenhamn (olika betydelser).
Belägringen av Köpenhamn (danska: Københavns belejring [kʰøb̥ənˈhɑʊ̯ˀns beˈlɑjˀʁeŋ]) var en nästan två år lång belägring av den danska huvudstaden under Sveriges kung Karl X Gustavs andra danska krig, då svenska trupper under kungens ledning inringade Köpenhamn från den 11 augusti 1658 till den 27 maj 1660.
Sedan Karl X Gustav brutit freden i Roskilde, i syfte att fullständigt besegra Danmark som självständig stat, landsteg han på Själland den 8 augusti 1658. På kort tid ockuperades Jylland och de övriga danska öarna. Den 11 augusti inringade Karl X Gustav Köpenhamn med en belägringsarmé på mellan 7 000 och 10 000 man och etablerade på Bellahøj och Brønshøj en stor lägerstad som fick namnet Carlstad. Inledningsvis bestod den danska försvarsstyrkan av 8 190 man, men styrkan ökades med tiden, och efter holländarnas seger mot Carl Gustaf Wrangels svenska flotta i Öresund kunde de bistå Köpenhamn med förnödenheter och truppförstärkningar. Danskarna genomförde dessutom flera framgångsrika utfall mot den svenska belägringsarmén och staden uthärdade ett långt bombardemang.
Den 11 februari 1659 gjorde svenskarna ett försök att storma staden, men tack vare danskarnas förberedelser och den överlägsna eldkraften hos försvaret, tvingades svenskarna att slå till reträtt med svåra förluster som följd. Under tiden efter stormningen kunde dansk-allierade trupper fördriva de svenska ockupationstrupperna utanför Själland, eller tvinga dem till kapitulation. Svenskarna fortsatte att inringa staden, men först när Karl X Gustav dog den 13 februari 1660 avslutades de svenska försöken att inta huvudstaden. Belägringen hävdes dock först när fredsfördraget i Köpenhamn undertecknades den 27 maj 1660.

## Bakgrund
I början av 1658 hade kung Karl X Gustav avslutat sitt tidigare krig med Danmark efter det framgångsrika tåget över Bält. Danmark tvingades den 26 februari 1658 underteckna fredsfördraget i Roskilde och avträda Skåne, Blekinge, Bohuslän, Halland, Trondheims län och Bornholm till Sverige. Men fredsfördraget skapade ytterligare problem för Danmark, då landet tvingades betala höga skadestånd och överlämna flera danska arméförband till den svenska armén fram till maj 1658. Då Danmark dröjde med att uppfylla vissa av de svenska fredsvillkoren, beslutade Karl X Gustav att använda detta som förevändning för att inleda ett nytt fälttåg mot landet. Målet blev att utplåna Danmark som självständig stat, för att därefter dela in landet i fyra guvernement och säkra Öresundstullinkomsterna.

### Förberedelser inför belägringen
Innan kriget inleddes fick generalkvartermästare Erik Dahlbergh den 27 juli 1658 order av Karl X Gustav att överlämna brev till de svenska diplomaterna i Köpenhamn, Sten Nilsson Bielke och Peter Julius Coyet samt till generalguvernören i Skåne, Gustaf Otto Stenbock. Dessa underrättades om att ett förnyat krig mot Danmark stod för dörren och att de skulle förbereda sig inför detta. Dahlbergh fick dessutom uppgiften att göra en karta över Köpenhamns försvarsanläggningar. Dahlberghs karta hade dock flera brister, exempelvis visade den inte att vallarna och bastionerna på västra sidan av staden hade förstärkts. Han reste över till Malmö där han lät den danske överlöparen Corfitz Ulfeldt granska kartan. Trots att Ulfeldt konstaterade att den i flera fall var felaktig, visade Dahlbergh kartan för Karl X Gustav och försäkrade kungen att han skulle åka före armén med häst och vagn över de obetydliga vallarna.
Med en flotta om 10 örlogsfartyg och 60 transportfartyg landsteg Karl X Gustav den 7 augusti 1658 vid Korsør på Själland i spetsen för 5 200 man och 18 kanoner. Den svenska invasionen på Själland fortlöpte, och en månad efter att de svenska trupperna hade lämnade Kiel hade man lagt hela ön förutom Köpenhamn under sig. Den danska fästningen Kronborg i Helsingör intogs av riksamiral Carl Gustaf Wrangel den 6 september. Dessutom hade man intagit Jylland och Fyn, och senare intog man även Møn, Falster, Lolland och Langeland, dock först efter starkt motstånd från danska trupper med uppbådade bönder. Efter detta genomförde den svenska kronan omfattande utskrivningar av danskar. På Fyn utskrevs 853 fotsoldater och på Själland uppgick antalet utskrivna till 1 600 man. Dessutom skrevs ett stort antal ryttare och sjömän ut, liksom hantverkare som kommenderades att arbeta med svenska belägringsverk.
I samband med Karl X Gustavs landstigning på Själland tog kung Fredrik III initiativet att den 8 augusti anordna ett möte på Christiansborgs slott med Köpenhamns borgare, präster och professorer i magistraten, hantverkare och andra stadsbor, där de församlade svor trohetsed inför kungen. Dagen efter förklarade kungen i ett öppet brev att var och en som kämpade tappert skulle adlas och förklarade Köpenhamn som stapelstad med alla de privilegier som ankom en sådan.

### Diplomati

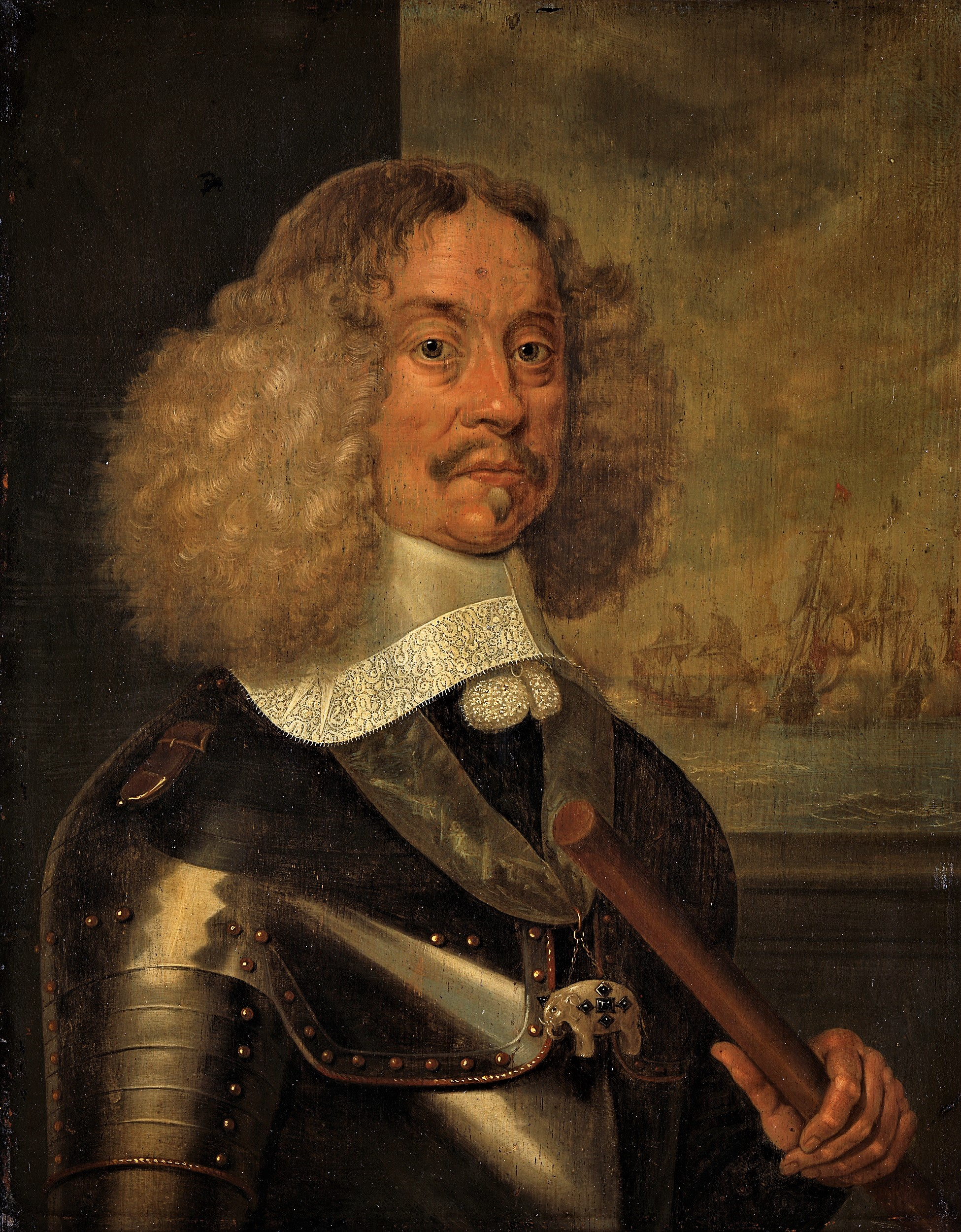
Amiral Jacob van Wassenaer Obdam (1650−1660) av Abraham van Westerveld.

Efter det svenska överraskningsanfallet mot Danmark präglades de politiska ryktena i Europa av flera staters mobilisering i syfte att hjälpa Fredrik III. Speciellt i Nederländerna togs nyheten om angreppet emot med förstämning. En svensk seger skulle ge svåra konsekvenser för den lukrativa holländska Östersjöhandeln. Nederländerna sände en flotta till Köpenhamns undsättning och det kom också kungörelser om att Brandenburg, det kejserliga Österrike och Polen stod i beredskap att skicka hjälptrupper till Jylland. Samtliga aktörer förenades av oron för att en svensk totalseger över Danmark skulle förändra maktbalansen på ett illavarslande sätt i hela Östersjöregionen. Karl X Gustav räknade kallt med att Köpenhamn skulle falla innan stödtrupperna hann fram. Danskarna fick finna sig i att deras egna tunga kanoner från Kronborg var riktade mot huvudstaden och att bombningarna hade stor effekt. Karl X Gustav räknade också med stöd från Englands statschef Oliver Cromwell, eftersom engelsmännen knappast skulle kunna acceptera en förstärkning av det holländska inflytandet i regionen. Men i början av september 1658 nåddes de nordiska huvudstäderna av beskedet att Cromwell hade dött. Inte ens kursändringarna i den engelska inrikespolitiken rubbade emellertid Karl X Gustavs tro på en avgörande seger. Den svenska utrikes- och militärpolitiska ledningen var dock illa underrättad om omvärldens reaktioner på svenskarnas anfall. Sverige hade inte byggt upp ett tillräckligt väl fungerande diplomatiskt nätverk för att hålla kungen underrättad om det internationella läget. Ändå hade gedigna diplomatiska åtgärder vidtagits i samma stund som det svenska fredsbrottet tillkännagavs.
Den svenska oron för den holländska flottan var inte obefogad, även om faran ännu inte var överhängande i september. Redan den 8 augusti hade Fredrik III informerat det danska sändebudet Henrik Willumsen Rosenvinge i Amsterdam om det svenska angreppet och bett honom att omgående be generalstaterna om hjälp. Genom de dansk-holländska fördragen från 1649 och 1657 hade Nederländerna skyldighet att bistå Danmark, och Rosenvinge kunde snabbt meddela att Nederländerna var villigt att sända hjälp, men att det inte fanns trupper eller skepp tillgängliga. Han påminde om att Nederländerna var en förbundsstat, vilket innebar att ständernas samtycke i de enskilda delstaterna var nödvändigt, något som krävde mer tid. Delstaten Holland gick i bräschen för ett positivt beslut i generalstaterna den 25 augusti. Chef för den holländska flottan blev amiral Jacob van Wassenaer Obdam, som tidigt kom i konflikt med ledningen i Amsterdam.
Obdam fick sina instruktioner i början av september. Han skulle dels beskydda holländsk handel och sjöfart, dels eskortera hjälptrupperna till Kronborg och Köpenhamn och dels angripa den svenska flottan. Men det dröjde innan man fick ut den holländska flottan ur Amsterdams hamn. Förseningen kan delvis ha hängt samman med att generalstaterna inte var totalt eniga och att det var aningen kärvt att få ihop såväl manskap som pengar och förnödenheter. Dessutom hade det svenska sändebudet i Haag, Harald Appelboom, anlänt till Amsterdam och arbetade ivrigt på att övertyga den holländska ledningen om det oöverlagda i att sända i väg flottan. Först den 7 oktober meddelades slutligen att den holländska hjälpexpeditionen kommit i väg från Amsterdam med 35 örlogsfartyg, 2 200 soldater och 28 transportfartyg, som samtidigt förde med sig förnödenheter till Köpenhamn. På grund av dröjsmålet fick Obdam tilläggsinstruktioner. Han skulle också hindra den svenska flottan att transportera trupper över till Jylland och Holstein, transportera de brandenburgska hjälptrupperna till Själland, och ödelägga den svenska flottan vare sig Köpenhamn hade tvingats kapitulera eller inte.

## Belägringen

### 1658

#### Belägringen inleds

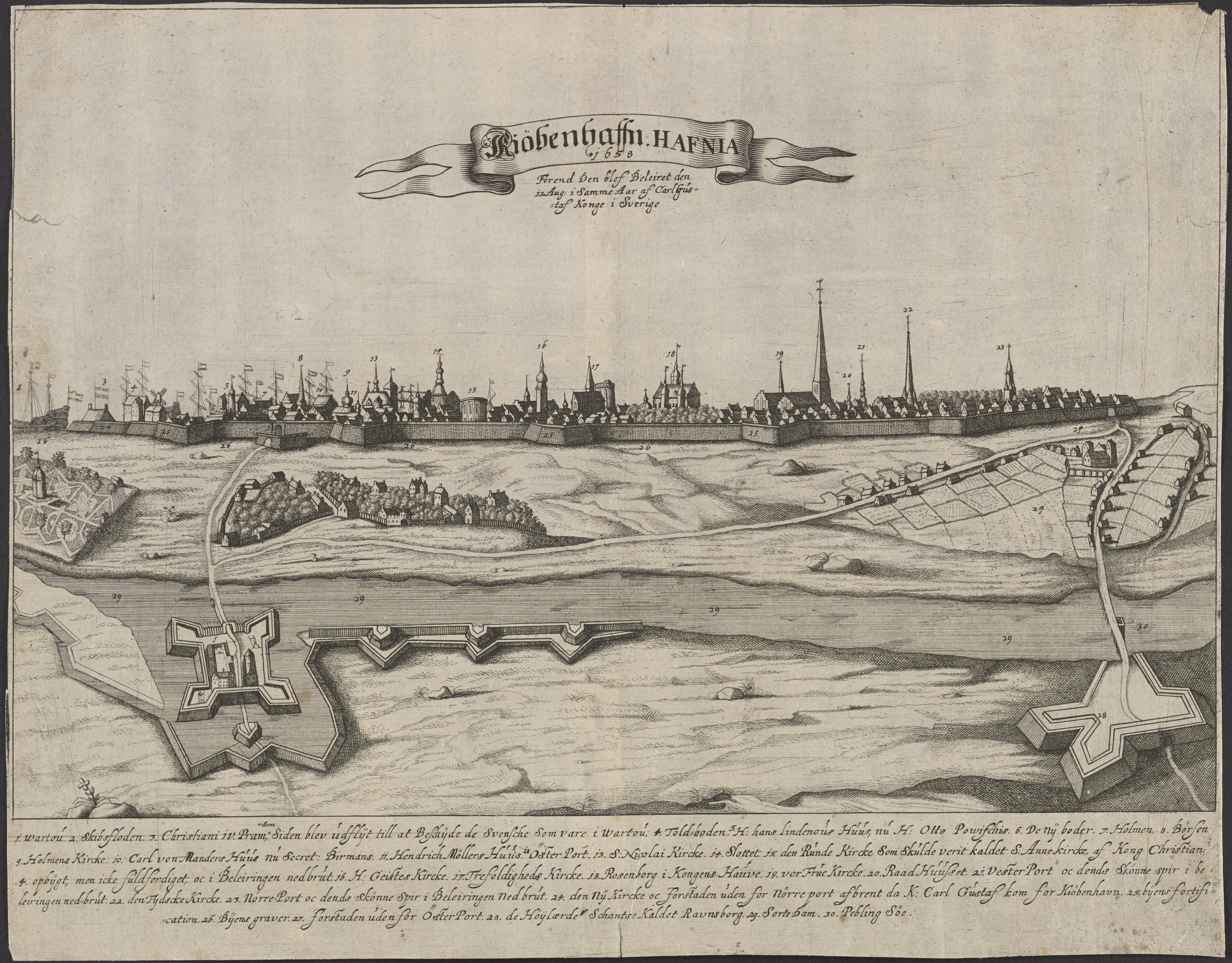
Köpenhamn år 1658.

Den 11 augusti 1658 nådde svenska ryttare under generallöjtnant Clas Totts befäl fram till Valby Bakke (i dagens Frederiksberg), där man fick god insyn i hur läget var i Köpenhamn. Fredrik III beordrade att alla hus utanför stadsportarna och vallarna, där en tredjedel av stadens invånare bodde, skulle brännas. Samma dag stängdes Köpenhamns portar.
| ”                                                                               | "Var en onsdag, blev stukken Ild paa alle Huuse uden Portene undaantagen paa Vaartov og Klogmans Hauge, og leed vi fattige Folk, som der udi boede, umaadelig stor Skade, ey alleene paa Huus og Bygning, men paa klaeder og Bosskap, som vi fik nok reddet fra Ilden, men blev os frarövet mestendeel." | „ |
| – Utkast ur ett brev skrivet av en okänd dansk borgare daterad 11 augusti 1658. | |   |

När Karl X Gustav samma dag anlände till Valby Bakke upptäckte han att danskarna hade bränt upp förstäderna och att Köpenhamn gjorde sig redo för försvar. För kungen fanns två alternativ: antingen att omedelbart storma staden, som tidigare hade varit avsikten, eller att svälta ut den. Han frågade sin stab om deras synpunkter. Flera av generalerna var övertygade av Dahlberghs rapporter om stadens svaga försvar och ansåg att det var ett utmärkt läge för en omedelbar stormning. Men kungen ville avvakta tills fler soldater hade anslutit sig. Från dansk sida hävdades att ifall kungen hade följt sina tidigare planer beträffande ett omedelbart anfall hade staden fallit efter en kort strid. Karl X Gustav hade dock brist på tungt artilleri, då flera kanoner redan hade skickats till fästningen Frederiksodde. Han var orolig för att holländarna med sin flotta skulle angripa fästningen och öppna vägen för fientliga trupper som var förlagda söder om den tyska gränsen.

#### Svenska belägringsarmén
Den svenska belägringsarmén under Karl X Gustavs överbefäl bestod av cirka 4 000 fotsoldater och 2 000 ryttare, fördelade på 11 brigader respektive 16 skvadroner, och artillerister för 50 kanoner, det vill säga närmare 7 000 man av vilka en majoritet var utländska legosoldater. Trupperna inneslöt hela staden från landsidan, och senare den 21 augusti anlände en svensk flottstyrka på 28 fartyg som spärrade Köpenhamns hamn. Kavalleriet under generalerna Gustaf Persson Banér och Arvid Forbus stod i reserv bakom Valby Bakke medan infanteriet under generallöjtnant Jakob Kasimir De la Gardie arbetade i förterrängen med att gräva löpgravar. De la Gardie föll dock redan den 26 augusti offer för en dansk kanonkula. Det svenska artilleriet fördelades på de olika avsnitt som infanteriet täckte. I början av belägringen intogs den yttre danska försvarslinjen, vars olika fort inte hade underhållits sedan de uppfördes år 1625. Med det svenska övertaget användes tvångsenrollerade danskar till att reparera försvarslinjen och uppföra flera nya skansar vid Kalvebodstrandsviken. I försvarslinjen placerades ett antal kanoner mycket nära Köpenhamns vallar, och i mitten av augusti kunde kanonerna nå mål i hela den inneslutna staden.

#### Carlstad
Karl X Gustav beslutade att inrätta arméns fältläger i byn Brønshøj, sex kilometer nordväst om Köpenhamn. Brønshøj blev en fast svensk stödjepunkt i Danmark under hela den svenska belägringen. Området bestod av ett antal kullar omgivna av mossar och bäckar. Erik Dahlbergh ledde arbetet med uppförandet av murade eller timrade hus för officerarna, baracker och lägerhyddor för soldaterna samt olika försvarsanläggningar. Timret tog man från hus i de omkringliggande byarna Utterslev, Emdrup, Gladsaxe, Rødovre, Husum och Vanløse. Man byggde gator och hus med fönster, dörrar och tegelstensgolv och husen dekorerades med krigsbyte. Brønshøjs kyrka användes som ammunitionsfabrik, och kyrkklockan av brons togs ned och smältes om till muskötkulor. Sprängmedel såsom muskötgranater och petarder framställdes där i lämpligt antal. Lägret omgavs av en fyra kilometer lång och två meter hög befästningsmur, och framför muren fanns palissader och en torr vallgrav. Skansar placerades på de högsta punkterna i området, där man hade god utsikt över terrängen fram till Köpenhamns vallar.
Lägret byggdes färdigt den 29 oktober 1658. Lägrets storlek växte till en rätt så stor stad som fick namnet Carlstad, liksom det latinska namnet "Castra Suecorum" (svenskarnas läger). Mellan 7 000 och 10 000 soldater, fördelade på 16 kavalleriskvadroner och 11 infanteribrigader, var förskansade i lägret. Till dessa kom tusentals från trosspersonalen bestående av hustrur och barn till soldaterna, liksom ett stort antal hantverkare, marketentare, ficktjuvar och prostituerade. När staden nådde sin höjdpunkt kan invånarantalet ha uppgått till närmare 30 000 personer, det vill säga lika många invånare som Köpenhamn hade vid den tiden. Soldaterna inkvarterades i lägret likt en slagordning inför ett fältslag: infanteriet inkvarterades i mitten av lägret, kavalleriet fördelades på lägrets båda sidor och artilleriet inkvarterades runt Brønshøjs kyrka. Fördelningen gjordes av praktiska skäl, då kavalleriet i händelse av ett danskt anfall snabbt skulle kunna rida ut ur lägret och mota bort de danska trupperna på det öppna fältet, samtidigt som infanteriet och artilleristerna kunde bemanna muren och skansarna.

#### Köpenhamns försvar

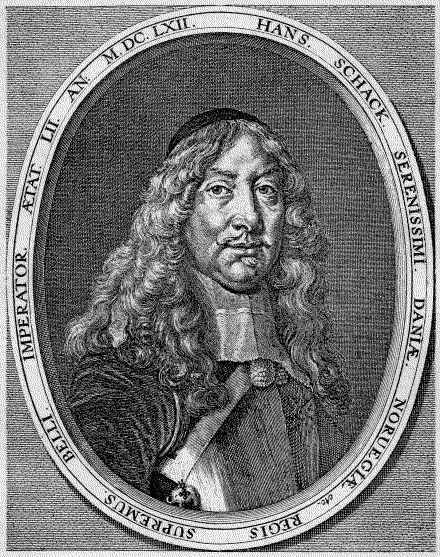
Hans Schack, Köpenhamns kommendant.

På uppdrag av Frederik III leddes Köpenhamns försvar av den tillförordnade riksmarsken Axel Urup, som varit anförare för den danska hären i Skåne 1657. Hans närmaste medhjälpare var Köpenhamns kommendant, generallöjtnant Hans Schack, som tidigare tjänstgjort i den svenska armén mellan 1630 och 1635 och som inkallades till Köpenhamn i januari 1658. En annan medhjälpare till Urup var den nyutnämnde generallöjtnanten Ulrik Christian Gyldenløve, som tidigare tjänat under Urup i Skåne. Urup ansvarade för Köpenhamns övergripande och administrativa ledning; Schack ledde den samlade försvarsstyrkan; generalmajor Joachim von Breda ansvarade för Köpenhamns vallar; hövitsman Frederik Thuresen var chef för stadens borgargarde; och Gyldenløve var chef för kavalleriet och skulle leda flera utfall från staden.
I början av belägringen formerades ett borgargarde som omfattade 3 000 man fördelade på nio kompanier. Borgarna användes främst för vakttjänst på vallen, men också som brandsoldater i händelse av svensk artilleribeskjutning. Varje husägare beordrades att ställa ett vattenkar och en oxhud utanför sin port för att släcka en eventuell brand. Utöver borgargardet fanns en hantverkargrupp på 317 man som indelades i sex kompanier med 50 officerare. Av stadens bodbetjänter bildades ett kompani på 115 man, kallat Kræmersvenderna. Borgarna och de övriga enrollerade civila utbildades i skjutning och strid med handvapen. Även Köpenhamns studenter ställde upp för att försvara staden. De uppgick till 160 man som indelades i fyra kompanier, men på deras villkor skulle endast danska officerare leda dem och en skicklig kirurg skulle sköta deras sårade. I Köpenhamns garnison fanns mellan 600 och 700 ryttare, 600 matroser och 2 700 fotsoldater, dragoner och artillerister. I Tyghuset i Köpenhamns hamn förvarades 350 kanoner i olika kalibrar, och den 11 augusti uppsattes 40 av de bästa på de platser som man förmodade skulle bli anfallsriktningarna. Hela försvarsstyrkan indelades i fyra hopar. Borgarna utgjorde en hop; studenter, professorer, präster, klockare och boktryckare en; militären en och adeln ytterligare en. 50 ton bly fanns i lager och detta stöptes till kulor för de 4 000 musköter som fanns att tillgå i Tyghuset, liksom 88 ton krut och 810 kilometer lunta.
Under dagarna fram till den 11 augusti beordrades hela försvarsstyrkan att stärka de befästningsverk som hade börjat rustas upp redan under januari samma år. Arbetet koncentrerades på Kastellet och på fästningsvallen med dess omgivande vallgravar, eftersom försvarsstyrkan inte var stor nog för att kunna bemanna den yttre försvarslinjen. I början av belägringen var vallarna i så pass dåligt skick att man kunde rida över dem och vallgravarna var för grunda, men dessa förbättrades snabbt. Flera palissader och stormpålar placerades vid vallarna och samtliga huvudgator mot stadens centrala delar blockerades med kedjor, vagnar och spanska ryttare. För att försvara stadsportarna och andra murpartier påbörjades ett antal konstruktioner av bastioner och raveliner på vallarnas mest utsatta platser. Den 12 augusti förstärktes stadens hamn av en stor kanonpråm vid namn Svinetråget, som var bestyckad med tunga kanoner.

#### Danska utfall
Under de första månaderna av belägringen utförde den danska försvarsstyrkan utfall mot den svenska belägringsarmén, vilket var psykologiskt viktigt för Köpenhamns invånare men saknade strategisk betydelse.

##### Augusti

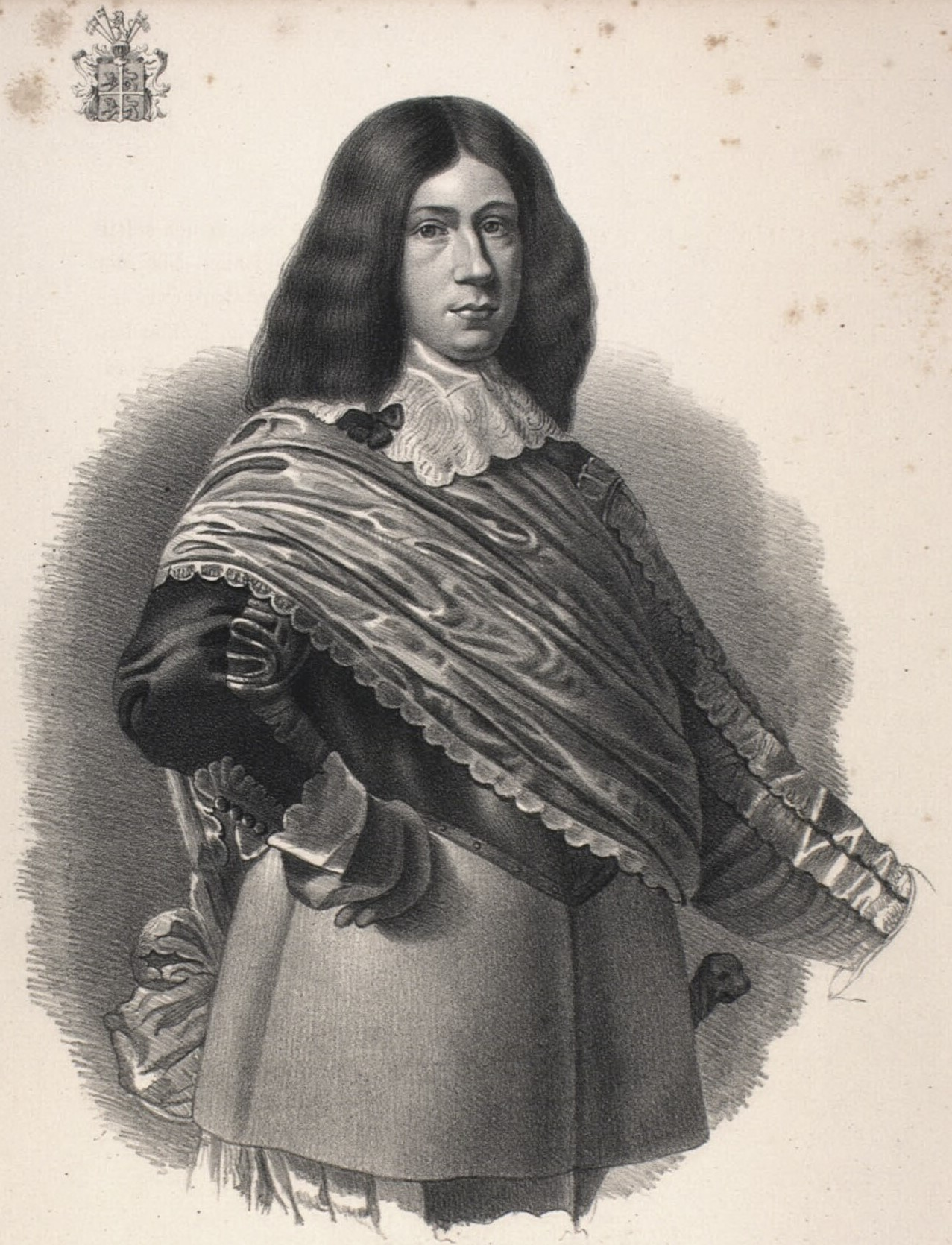
Generallöjtnant Ulrik Christian Gyldenløve ledde flera utfall mot den svenska belägringsarmén.

Redan den 13 augusti genomförde danskarna under Gyldenløves befäl sitt första utfall, när tre kompanier dragoner till fot, två ryttarskvadroner ur Livregimentet til Hest och två infanterikompanier, sammanlagt 700 man, stoppade det svenska grävandet. De danska angriparna utgick från Vesterport mot Sankt Jørgens Sø och fortsatte sedan mot det sydvästra området till Kalvebodstrandsviken, där sex kanoner som besköt Svinetråget tystades, och rev ner och förstörde en del av de svenska belägringsverken. Från Valby Bakke sattes ett svenskt motanfall in, vilket slogs tillbaka av danskarna. När ytterligare svensk trupp kom till platsen tvingades danskarna dra sig tillbaka in i staden med en förlust av fyra döda och 15 sårade. På svensk sida lär förlusten ha uppgått till ett sjuttiotal man, huvudsakligen danska tvångskommenderade bönder, och nio soldater tillfångatogs. Dagen därefter gjorde Schack ett nytt anfall mot svenskarna, där de svenska förlusterna enligt danskarna ska ha uppgått till omkring 100 man.
Svenskarna återupptog dock snabbt belägringsarbetet, och i mitten av augusti anlände förstärkningar från Skåne med flera tunga kanoner. De radades upp i löpgravar framför Østerport och Vesterport och började beskjuta Köpenhamn med granater och glödande 12- och 24-pundskulor, det vill säga kanonkulor som värmts upp i glödande ugnar bredvid kanonerna. Från den 21 augusti föll omkring 200 glödkulor över staden, och natten till den 22 augusti förflyttades några kanoner mycket nära Vesterport. För att motverka detta genomförde danskarna den 23 augusti ett stort utfall, som gått till historien som "Generaludfaldet", i vilket 2 800 danska soldater, matroser och studenter deltog  under Schacks överbefäl. Gyldenløve ledde kavalleriet och överste Frederik Ahlefeldt ledde fotfolket. De tog sig ut genom en lönngång vid Vesterport och överraskade de svenska grävarna. Den danska täten leddes av överstelöjtnant Rosenkrantz och bestod av norrmän och göingar ur Göingehövdingen Svend Povlsens kompani. Flera svenskar höggs ner, inklusive den svenske befälhavaren Svante Banér, och de påbörjade belägringsarbetena förstördes. Ett svenskt motanfall slogs tillbaka och flera svenskar tillfångatogs, och tre svenska kanoner erövrades. Efter att ha hållit de svenska löpgravarna under två timmar drog sig den danska styrkan tillbaka och lämnade efter sig 35 döda och 79 sårade, inklusive Rosenkrantz som överlevde striden trots att han fick flera sår på ansiktet och ena armen. De svenska förlusterna lär ha uppgått till mellan 450 och 900 man, inklusive flera fångar som stacks in i danska regementen. Enligt uppgifter ska Schacks regemente den 26 augusti ha tilldelats 49 svenska fångar, medan Hans Ahlefeldts kavalleri den 4 september tilldelades 23 fångar.
På natten till den 24 augusti tog sig 180 danskar i kanonjollar mot en svensk flottilj som låg ankrad i Kalvebodstrandsviken. Danskarna fördelades mellan två avdelningar, den ena under befäl av viceamiral Nicolai Helt och den andra under viceamiral Peter Bredal. Båda avdelningarna äntrade en svensk fregatt utrustad med tio kanoner, som erövrades efter ett våldsamt handgemäng på samtliga däck. Danskarna satte eld på fregatten och tog därefter fyra pråmar utrustade med tolv kanoner och 19 handelsfartyg som var lastade med diverse förråd till den svenska armén. De erövrade fartygen fördes in till kaj på Bremerholm. Ett större svenskt örlogsfartyg lyckades dock komma undan. Vid denna operation stupade omkring 50 svenskar och ett fyrtiotal togs tillfånga, medan endast åtta danskar sårades. Vid återkomsten gratulerade Fredrik III de båda viceamiralerna för deras tapperhet. Den 30 augusti gjordes ett nytt danskt anfall genom Nørreport mot Ravnborg, men som misslyckades enligt dansk källa på grund av att danskarna var berusade.

##### September
På morgonen den 1 september gjorde danskarna ett nytt utfall, där man ryckte in i de svenska löpgravarna och jagade iväg de arbetare och soldater som inte slogs ihjäl. Det svenska kavalleriet anlände till platsen, men de utsattes för en fruktansvärd kanoneld från vallen och slogs tillbaka med stora förluster; det gick rykten om att omkring 500 man och ett flertal hästar dödades av de danska kanonkulorna. Ett nytt utfall ägde rum den 3 september genom Vester- och Nørreport, där de danska officerarna Rosenkrantz, Kjeld Lange, Kjeld Urne och överstelöjtnanten Bremer stupade.
Den 8 september försökte svenskarna i små båtar erövra kanonpråmen Den stumpede Hund, som hotade de svenska ställningarna vid Vartov, men båtarna hindrades av flera pålar ute i vattnet och kunde inte nå fram till pråmen. Efter Kronborgs erövring fördes tio av fästningens kanoner till uppkastade positioner vid Vartov och under Karl X Gustavs tillsyn inledde batteriet ett bombardemang mot pråmen den 14 september. Den stumpede Hund besvarade den svenska elden med sina egna kanoner och fick understöd av ett batteri på Köpenhamns västra vall, och svenskarna hade stora svårigheter med att träffa pråmen. Därför beslutade Karl X Gustav att lämna sin utkikspost och beordra att pråmen måste erövras följande dag. Den 15 september sköt Den stumpede Hund dansk lösen och återupptog artilleriduellen, vilket endast resulterade i att pråmen fick slut på ammunition och besättningen var tvungen att beställa en ammunitionsbåt från hamnen. Svenskarna trodde att ammunitionsbåten skulle evakuera den danska besättningen, men den 16 september sköt danskarna på nytt. Den dagen sköt svenskarna 360 kanonkulor mot pråmen, utan att ha åstadkommit några allvarliga skador på den, och den 17 september drogs de svenska kanonerna tillbaka från Vartov. Artilleriduellen slutade med att den danska besättningen förlorade en man och att 15 sårades, medan de svenska förlusterna är okända.
Den 21 september ökade den svenska elden mot Köpenhamn och skadade flera hus. Samma dag arresterade danskarna det svenska riksrådet Sten Bielke som fortfarande var kvar i Köpenhamn sedan i början av maj. Bielke släpptes så småningom och kunde återvända till Sverige. Den 22 september lättade den svenska flottan i hamnen ankare och seglade upp till Kronborg, på grund av rykten om att en holländsk hjälpflotta var på väg mot Köpenhamn. Den 30 september gjorde danskarna ett nytt utfall, vilket resulterade i ett antal döda på båda sidorna.

##### Oktober

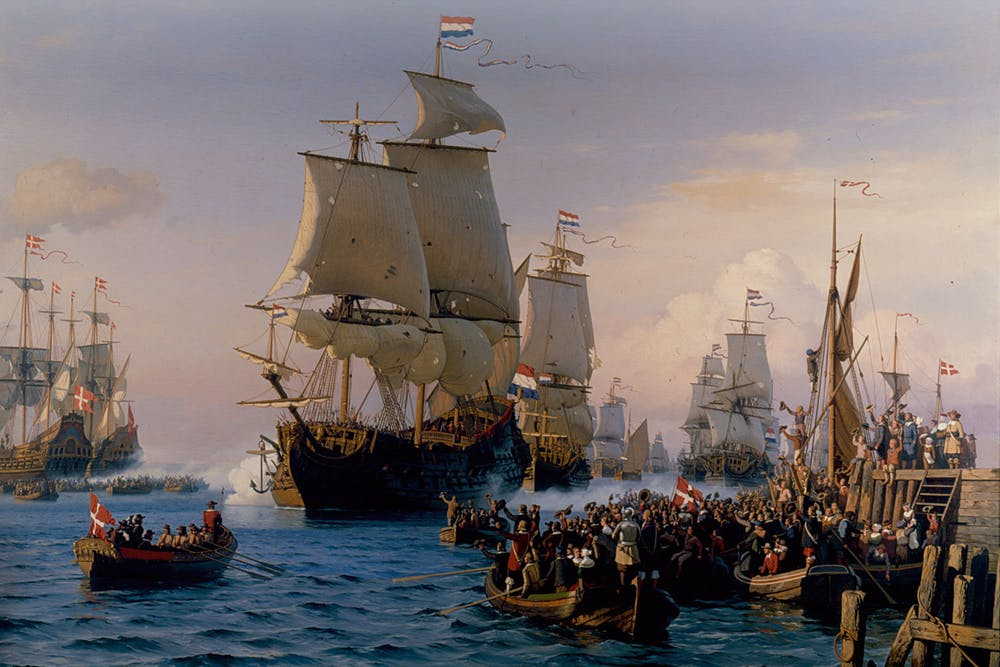
Den holländska flottans ankomst på Köpenhamns redd i oktober 1658. Målning (1880) av Carl Neumann.

Den 4 oktober kom ett nytt utfall, som enligt danska källor innebar en svensk förlust på 20 döda och 30 sårade. Karl X Gustav beslöt att täppa till Köpenhamns sista hål för tillförsel av mat. Från landssidan var staden totalt avskuren med undantag för en öppning mot Amager varifrån livsmedel kom kontinuerligt. Den 8 oktober landsteg 1 100 svenska fotsoldater och 300 svenska ryttare vid Dragør på Amager och började bränna ner alla byar på ön. På eftermiddagen fick kungen bud av Wrangel, som deltog i anfallet, att en holländsk flotta närmade sig Öresund, vilket gjorde att kungen skyndade sig tillbaka till Dragør. Den danske majoren Vandervec, som tillfångatagits och agerade vägvisare, lyckades smita iväg och ta sig in i Köpenhamn. Vandervec rapporterade till Fredrik III om att holländarna var på väg till staden, vilket fick kungen att göra ett utfall mot de svenska trupperna på Amager. Med Vandervec som vägvisare marscherade kungen ut med 500 fotsoldater, varav flera soldater från Livregimentet til Fods, 500 ryttare och fyra fältkanoner. Vid Store Magleby stötte danskarna på 300 småländska ryttare, som snabbt drevs på flykt. De fortsatte mot Dragør, där Karl X Gustav och de resterande svenska trupperna höll på att gå ombord på sina fartyg. Danskarna anföll den lilla styrkan som omgav Karl X Gustav, som själv var nära på att tas tillfånga om inte majoren Gustav Baaz Leijonhjelm kommit till hans hjälp med en mindre styrka. Leijonhjelm togs tillfånga och större delen av hans soldater stupade. Karl X Gustav och hans närmaste män red iväg mot fartygen, förföljda av danska ryttare. En dansk ryttmästare, Mickel Skov, kom så nära Karl X Gustav att denne hotade kungen att ge sig, men kungen lyckades fly och tog sig till vattnet och gick ombord på en liten båt som förde honom till den svenska flottan vid Kronborg.
När Karl X Gustav återvände till Utterslev beordrade han en intensiv kanonbeskjutning av staden i syfte att krossa det danska motståndet innan holländarna kunde komma till undsättning. Vid denna tid hade svenskarna fått dit 42 tunga kanoner, fem lätta kanoner och sju tunga mörsare, däribland 60-pundaren "det brandenburgska lejonet" och 300-pundaren "Erik Hansson". Mörsarna användes till att terrorbomba staden med granater, som exploderade inne i hus och gator och dödade vissa stadsbor. Dessutom slungades i genomsnitt 200 stora glödkulor in i staden dagligen. Danskarna uthärdade sig och släckte alla de eldsvådor som bröt ut, samt bombarderade de svenska soldaterna med sina egna kanoner. Den 22 oktober gjorde danskarna ett nytt utfall mot Dronningens Have (i dagens Tivoli), dock utan att åstadkomma mycket skada. Den 29 oktober löpte amiral Obdam med en stor men skadad eskader efter att under samma dag kämpat sig igenom Wrangels svenska flotta vid Helsingör och landsatte 2 000 holländska soldater till Köpenhamns garnison. Samma kväll började man bära i land både stupade och sårade holländska matroser och soldater till staden, som vårdades eller begravdes i massgravar på Holmen och i kyrkan Sankt Anna Rotunda. Blockaden av Köpenhamn hade brutits och enskilda civila fartyg från den tyska Nordsjökusten kunde ta sig in i Köpenhamns hamn med proviant. Samma dag drog sig huvuddelen av de svenska stridskrafterna tillbaka till Carlstad. Den svenska beskjutningen fortsatte vidare, och danskarna tillbringade de följande månaderna med att förstärka stadens fästningsverk.

##### December
I december drabbades Ulrik Christian Gyldenløve av malaria och dog den 11 december efter några dagars dödskamp. Hans död sörjdes av hela Köpenhamn, där flera såg honom som eldsjälen i kampen mot svenskarna. Först på nyårsdagen utväxlade de stridande fångar.

#### Övriga fronter
Vid slutet av 1658 hade Sveriges ställningar på övriga fronter drastiskt försämrats. Danskarna hade fördrivit de svenska trupperna på Bornholm och i Trondheims län. De svenska trupperna fördrevs också från Jylland. I början av september samlades en allierad armé på 32 000 soldater vid Parchim i Mecklenburg som skulle rycka fram mot svenskarna i Jylland. Den bestod av 16 000 brandeburgare under kurfursten Fredrik Vilhelm I, 11 000 österrikare under fältmarskalk Raimondo Montecuccoli och 5 000 polacker under Stefan Czarniecki. Enligt de allierades ursprungsplan skulle svenskarna på Jylland snabbt besegras, varefter armén skulle överskeppas till Själland och slå Karl X Gustavs huvudstyrka. Det svenska försvaret i södra Jylland under pfalzgreve Filip av Sulzbach tvingades retirera undan övermakten och drog sig tillbaka till Frederiksodde. De allierade fördröjdes av bland andra överste Rutger von Aschebergs försvar av ön Als. Den 25 december besegrades de svenska trupperna vid Kolding av en polsk-dansk trupp under befäl av Czarniecki.
Även vid den södra delen av gränsen mot Norge utspelades en del strider. Dessa fick dock inga viktigare konsekvenser. Sveriges militära läge var alltså prekärt vid årets slut. Endast Själland och Fyn var i svenska händer och en överlägsen fientlig styrka stod på Jylland.

### 1659

#### Situationen i staden

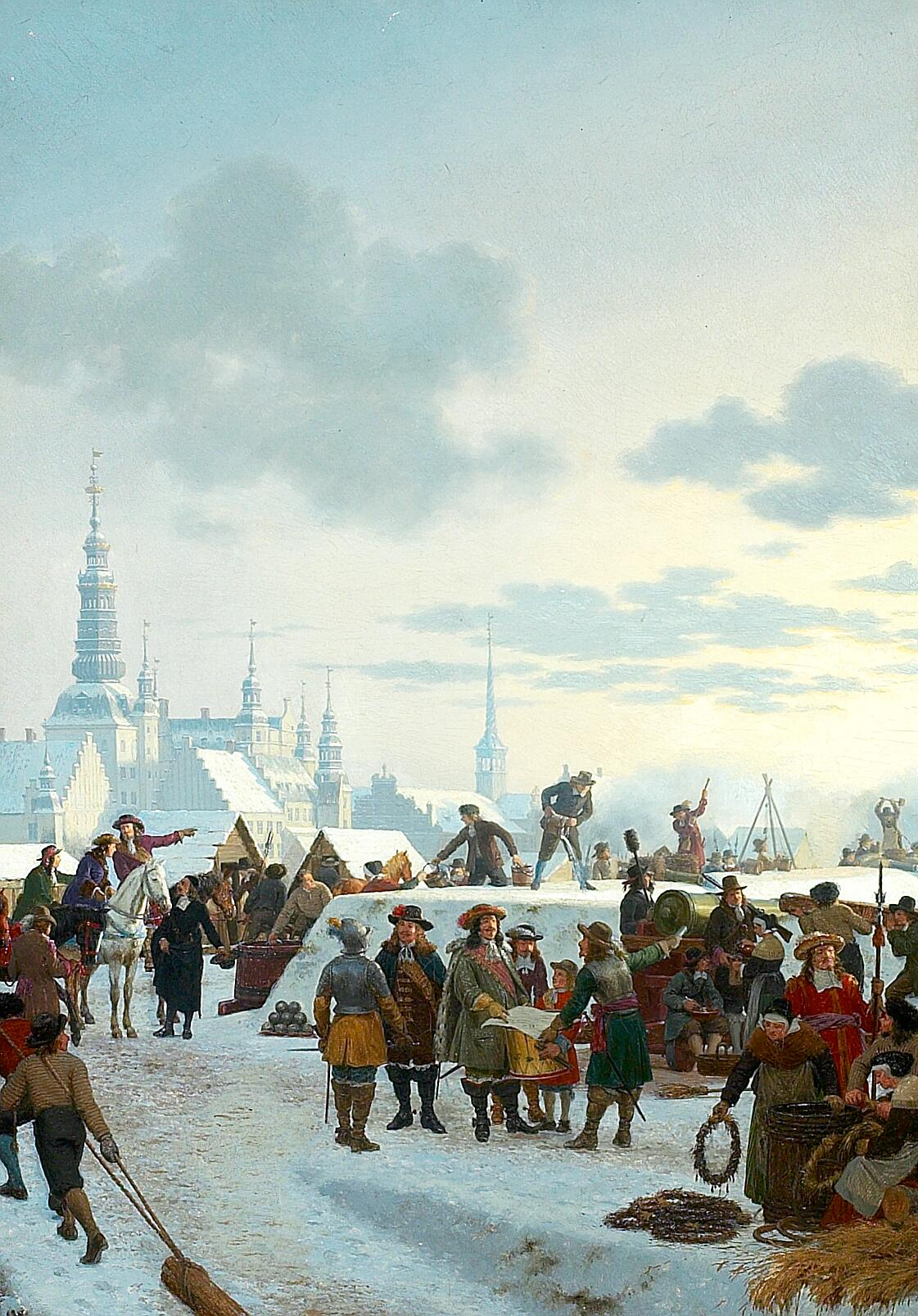
Stormen paa København 1659 av Heinrich Hansen.

Situationen i Köpenhamn blev med tiden ansträngande för både försvarare och borgare. Redan innan belägringen hade staden ett stort sanitärt problem. Avfallsrännorna vid stadens gator var fulla med husdjursurin och gödsel eftersom flera borgare hade ett stall eller en ladugård vid sitt bostadshus. Dessutom vräkte borgarna all orenlighet från sina bostäder under nattetid. I november 1658 blev vädret kallare; sjukdomar härjade i garnisonen och den svåra bostadssituationen i Köpenhamn ledde ofta till konflikter mellan soldater och borgare. De tre sakerna var i viss utsträckning sammankopplade. Eftersom soldaterna saknade kaserner tvingades de inkvartera sig hos stadsborna. Enligt flera källor hade Köpenhamn under 1650-talet omkring 30 000 invånare, där cirka två tredjedelar bodde innanför vallarna och cirka en tredjedel bodde i förorterna. I samband med belägringens inledning belastades invånarna i vallarna av de 4 000 inkvarterade danska soldaterna och de mer än 7 000 förortsinvånarna som flydde in i staden. Vid amiral Obdam ankomst inkvarterades omkring 3 000 holländare, men dessa tvingades bo i stadens fattigaste kvarter där sjukdomar härjade. Dessutom rapporterades om flera konflikter mellan borgare och inkvarterade soldater, ibland så pass allvarliga att vissa soldater kastades ut från borgarnas hus och frös ihjäl utomhus. Dessa och andra händelser bidrog till en viss oenighet i staden, som var helt beroende av köpenhamnarnas solidaritetskänsla, men detta var också en nödvändighet för att ge soldaterna bästa möjliga förhållanden och hålla dem nära sina vaktposter under den ansträngande vakttjänsten på vallarna. Den 25 november 1658 beordrade Fredrik III byggandet av flera corps de garde-hus intill vallarna med byggmaterial som bröts ner från bombskadade hus. Fredrik III grep också in under de situationer där soldater kastades ut ur deras logi, och i en kunglig kungörelse den 29 december 1658 beordrade han stadens administrativa ledning att förebygga sådana situationer. Under hela belägringen gjorde Fredrik III allt i sin makt för att upprätthålla moralen i staden. Både han och hans gemål Sofia Amalia levde spartanskt och visades dagligen till häst runtom i staden och vid vallarna. De klättrade också upp på vallarna för att beskåda både artilleridueller och de danska utfallen mot de svenska trupperna.

#### Svenska anfallsplaner
Till följd av den holländska flottans seger mot de svenska flottstyrkorna i oktober 1658 blev den svenska blockaden av Köpenhamn bruten, vilket öppnade stadens hamn för civila fartyg fyllda med proviant. Svenskarna kunde därför inte svälta ut staden och samtliga i Karl X Gustavs stab ansåg att man inte kunde ligga kvar under ytterligare månader runt Köpenhamn. Kriget måste avslutas snabbt eftersom det började bli för dyrt både ekonomiskt och politiskt. Karl X Gustav ansåg att Danmark skulle kapitulera först när Köpenhamn var intagen, och han beslutade därför att ett slutgiltigt anfall skulle sättas in. Planeringen av anfallet gjordes i detalj. Svenska spanare mätte de av danskarna upphuggna vakarna vid vallarna för att få rätt storlek på de gångbroar som skulle föras med i anfallet. Vallarnas höjd bedömdes för att stormstegarna skulle bli tillräckligt långa. Karl X Gustav instiftade även en orden, "Jesu namns orden", som skulle utdelades till de soldater som i hög grad bidragit till seger, en utmärkelse som intresserade flera officerare. Han utfärdade även gåvobrev till några officerare på fastigheter i Köpenhamn.
Under tiden genomförde danskarna egna spionuppdrag för att ta reda på när Karl X Gustav skulle anfalla Köpenhamn. I Carlstad fanns ett stort antal tillfångatagna danska soldater, och flera av dessa lyckades rymma till Köpenhamn. Anfallsplanerna var kända ner på kompaninivå, vilket gav Schack och hans stab ett stort informationsunderlag från både rymlingar och överlöpare. Några kända spioner var bröderna Hans och Jørgen Seidelin, som båda hade studerat vid Uppsala universitet och talade bra svenska. Vid flera tillfällen gick dem in i Carlstad och kunde rapportera att svenskarna höll på att bygga gångbroar och stormstegar. Den unge dansken Peder Rasmussen från Jylland hade vid flera tillfällen lyckats ta sig in i Carlstad, där han ställde flera frågor till lägerinvånarna. När svenskarna uppmärksammades om detta beslutade dem att fängsla Rasmussen. Rasmussen fick dock reda på detta i förtid och den 4 februari lyckades han i sista minuten ta sig från Carlstad till Köpenhamn, förföljd av svenska ryttare. Han kunde rapportera för Fredrik III om att svenskarna skulle medföra gångbroar, stormstegar och "fyrverkerier" som skulle användas mot kanonbatterierna på de infrusna danska fartygen. Som belöning för rapporten fick Rasmussen gården Halkjær. Dessutom fick de två ridefogdarna Lorenz Tuxen och Hans Rostgaard löpande information från generalmajor Hannibal Sehested, som var fången i Carlstad men som ändå kunde röra sig fritt i lägret. Den 9 februari hade Sehested sin sista konversation med Tuxen, och upplyste honom om att det svenska anfallet skulle äga rum inom två dagar, vilket Tuxen vidarebefordrade till Fredrik III. På kvällen den 10 februari rapporterade en svensk överlöpare till Christianshavns kommendant om att anfallet var nära förestående och att när staden blivit intagen skulle Karl X Gustav ge sina soldater tillåtelse att plundra den under tre dagar.

#### Köpenhamns försvarsstyrka

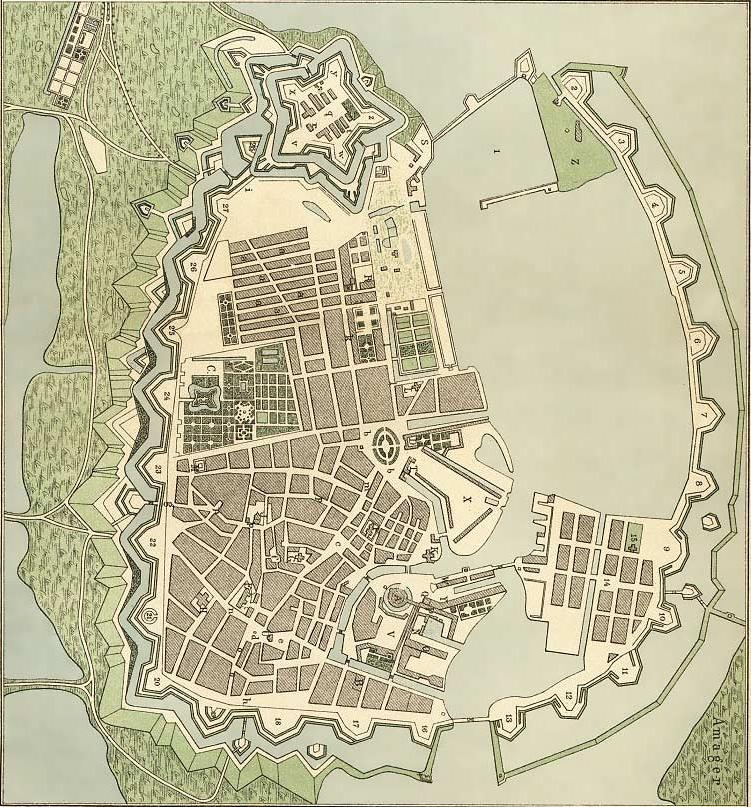
Köpenhamn år 1728, med dess färdigbyggda bastioner och vallar.

I januari 1659 bestod Köpenhamns försvarsstyrka av omkring 10 650 man. Hälften av försvarsstyrkan var danska och holländska soldater och matroser medan resten var beväpnade Köpenhamnsborgare. Av dessa var 825 danska ryttare, 2 890 danska fotsoldater och avsuttna dragoner, 2 000 holländska fotsoldater, 450 danska och holländska matroser, 150 kungliga betjänter, 160 studenter, 3 760 borgare, 317 hantverkare och 115 bodbetjänter. I januari beordrades försvararna att ständigt bemanna vallarna, dels för att göra larmövningar och dels för att beskjuta svenska spaningspatruller. Försvararna bar ett vitt band runt hatten eller armen som kännetecken. Deras fältrop under stormningen var "Ärlig".
De civila försvararna placerades på kurtinerna mellan bastionerna och uppdelades i kompanier från olika lokala bostadskvarter. De var beväpnade med stick- och huggvapen, stenar, byttor med kokande vatten och brinnande facklor. Dessutom placerade de ut granater som förbundits med en riktad pistol; när någon gick på en tråd skulle pistolen avfyras mot granaten som i sin tur exploderade. Det danska artilleriet räknade 343 kanoner, varav flera tunga, som hade förts över från den danska flottan som ankrat upp vid Bremerholm. 298 kanoner placerades på vallarna medan 45 kanoner placerades på tre infrusna fartyg i Kalvebodstrandsviken. Bara mellan Slotsholmen och Helmers bastion i nordväst placerades 130 kanoner i en 1 500 meter lång halvcirkel, och fick namnet "Svinebatteriet".
Försvarsplanen var mycket enkel. Svenskarnas stormanfall skulle slås tillbaka till varje pris, och ifall besättningen i de enskilda vallavsnitten skulle vara hårt ansatta av svenskarna skulle dessa förstärkas, först med lokala reservtrupper, senare med trupper från mindre hotade delar av försvaret. Ifall svenskarna skulle bryta sig in i staden skulle de kvarvarande försvararna sätta sig till motvärn i Kastellet.
Försvararna fördelades på följande vis:
- I Kastellet fanns en garnison under befäl av Frederik Ahlefeldt. På Kastellets vallar fanns 33 kanoner med 50 artillerister anförda av överste de la Coste. Dessutom fanns 18 kanoner på dammen nära Toldboden (Tullboden) och 4 kanoner på själva Toldboden, bemannade av 29 artillerister anförda av skeppskaptenen Børgesen. Vallarna beskyddades av sex kompanier av Livregimentet til Fods, omkring 500 man, och vid Toldboden stod ett infanterikompani samt några holländska matroser omfattande 150 man. Som reserv i Kastellet stod en skvadron av Livregimentet til Hest, ett kompani borgare under köpmannen Marselius, två kompanier holländska soldater under Obdam samt 348 danska och 100 holländska matroser fördelade i sex kompanier. Sammanlagt bestod reserven av 900 man under befäl av Holmens amiral, Niels Juel.[56][57]
- Från Kastellet till Østerport fanns två bastioner anförda av generalmajor Hans Ahlefeldt. I Ny Østerport bastion fanns 12 kanoner med 14 artillerister och i "Den halve Bolværk" (senare kallat Grønlands bastion) intill Kastellet fanns 15 kanoner med 19 artillerister, båda anförda av kapten Heider. De två bastionerna beskyddades av holländskt infanteri, medan kurtinen mellan bastionerna besattes av borgare från Sankt Annæ kvarter. Reserven stod vid Runde Kirke och bestod av två ryttarskvadroner från Livregimentet, fem holländska infanterikompanier och ett kompani borgare, sammanlagt omkring 1 000 man.[58]
- Från Østerport till Nørreport stod över 1 000 man under generalmajor Joachim von Bredas befäl, men då denne var åldrig och svag tilldelades han tre medhjälpare: den holländske översten Peuchler, överste Quitzow och kapten Thuresen. Sträckan beskyddades av 12 kanoner med 15 artillerister i Mølle bastion, 8 kanoner med 12 artillerister i Runde Kirkes bastion, 10 kanoner med 12 artillerister i Rosenborg bastion, 2 kanoner med 3 artillerister på kurtinen till Ny Nørreports bastion, och på själva bastionen fanns 12 kanoner med 15 artillerister. Samtliga bastioner anfördes av överstelöjtnant Scheffer. Holländskt infanteri stod i ravelinen framför Østerport i Mølle bastion, i Runde Kirkes bastion och på kurtinen mellan dem. Ett kompani danskar från Quitzows regemente stod i ravelinen framför Runde Kirkes bastion, medan regementets övriga fyra kompanier stod på kurtinen och i Rosenborg bastion. På den efterföljande kurtinen stod först ett kompani borgare från Klædebo kvarter under bagaren Röbche, därefter ett kompani borgare från Øster kvarter under knypplaren Förster, vilka också bemannade Ny Nørreports bastion. På kurtinen därifrån till Nørreport stod ett borgarkompani från Kjøbmager kvarter under guldsmeden Stichmann, och ravelinen framför porten bemannades av 36 skarpskyttar från Schacks infanteriregemente. Reserven bestod av två kompanier hantverkare bakom Rosenborg bastion och ett kompani borgare bakom Nørreport.[59]

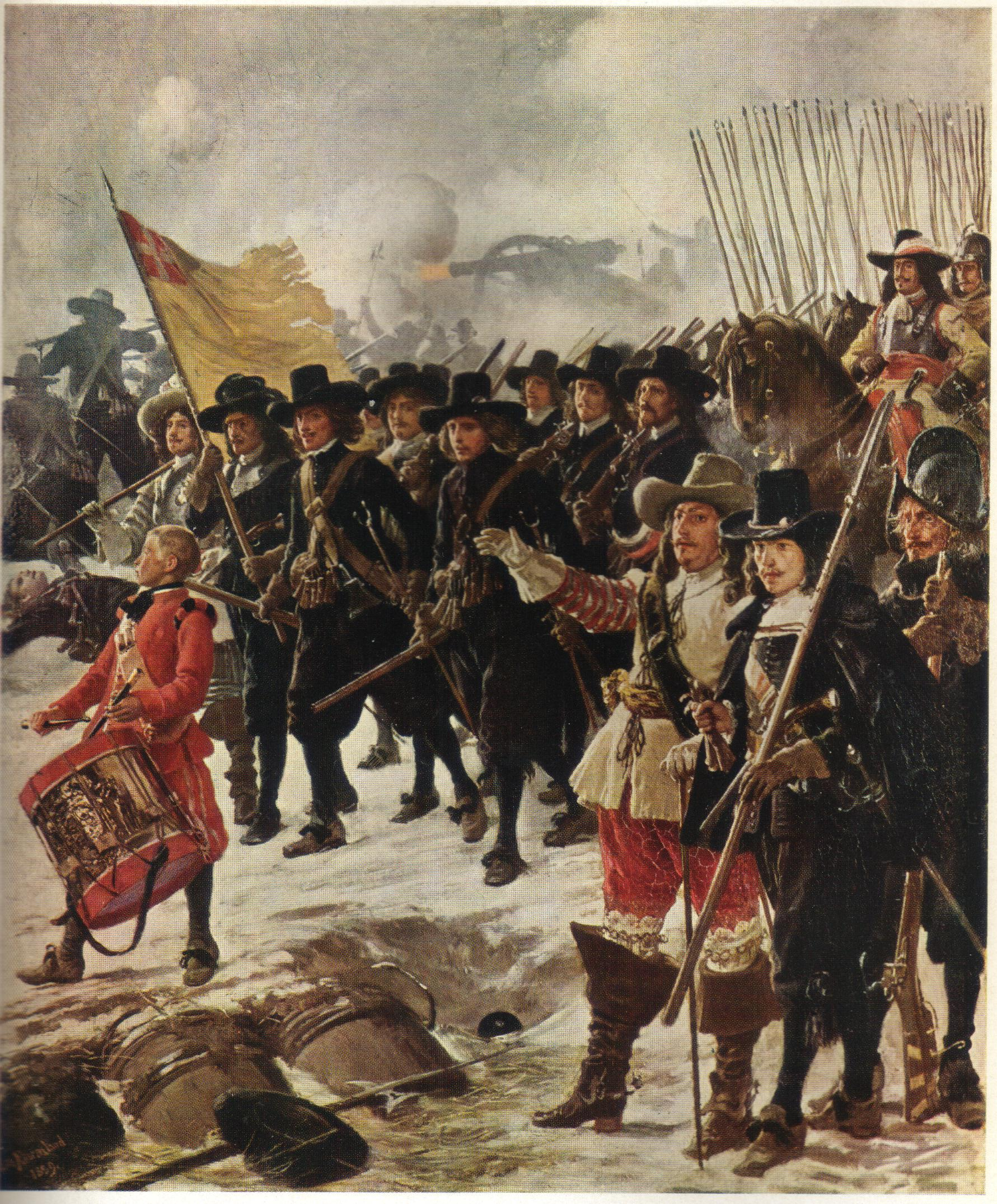
Studenterna marscherar ut till Köpenhamns försvar 1659 (1889) av Vilhelm Rosenstand.

- Från Nørreport till Helmers bastion stod en styrka på mellan 500 och 600 man under generalmajor Jochum Trampes befäl. På den södra halvan av kurtinen från Nørreport stod 5 kanoner, 14 kanoner i Gamle Nørreports bastion och 8 kanoner i Hanens skans. Dessa bemannades av 37 artillerister anförda av överste Cuno. I Nørreports bastion stod två kompanier från Schacks regemente och en hantverkarkår, på kurtinen stod ett borgarkompani från Frimands kvarter under köpmannen Mercker, i Hanens skans stod två kompanier från Schacks regemente, och på kurtinen till Helmers bastion stod ett borgarkompani från Nørre kvarter.[60]
- Från Helmers bastion till Løngangen stod en styrka på över 1 000 man under generalvaktmästare Claus Ahlefeldts befäl. Som medhjälpare hade Ahlefeldt överstelöjtnant Wilken och major Lave Rodsteen. Wilken hade 17 kanoner med 23 artillerister i Helmers bastion samt 17 kanoner i den nedersta av Versterports bastions två våningar och 11 kanoner i den översta våningen, under namnet "Katten", som besattes av 43 artillerister. Rodsteen hade 29 artillerister som bemannade 5 kanoner på kurtinen från Vesterport, 13 kanoner i "Den halve Bolværk ved Vandkonsten" (senare kallat Gyldenløves bastion), 2 kanoner på kurtinen till batteriet "näest ved Løngangen" och 6 kanoner i själva batteriet. I Helmers bastion stod ett kompani från Schacks regemente, på kurtinen stod ett borgarkompani från Vester kvarter under färgläggaren Rens, i Vesterports bastion stod två dragonkompanier med ett tredje kompani på ravelinen framför bastionen, på kurtinen nära Vesterport stod ett borgarkompani från Snarens kvarter under guldsmeden Enevoldsen, i "Den halve Bolværk" stod ett dragonkompani med 60 skarpskyttar på ravelinen framför, på den efterföljande kurtinen stod ett borgarkompani under Johan Steinkuhl, och batteriet vid Løngangen besattes av två infanterikompanier, där mellan 10 och 12 skarpskyttar upprättade förbindelser till försvararna av Løngangen.[60]
- På Slotsholmen och Løngangen stod en varierande styrka på mellan 700−800 fotsoldater och 100−150 ryttare under överste Mogens Krags befäl. På Løngangen fanns 10 kanoner, i batteriet "ved Tipons" eller "Slotsherrens Stald" fanns 13 tunga kanoner och i "Svinebatteriet bag Brøggerset (Kongens Bryghus)" fanns 14 kanoner. Dessa bemannades av 68 artillerister under vapensmeden Kalthoffs befäl. På Løngangen fanns tio studentkompanier samt ett kompani av Fredrik III:s hovpersonal och livvakter under överstelöjtnant L. Powisch, och på den yttersta vänsterflygeln följde tre infanterikompanier. Majoren Toussaint de Beaufort förde befälet över reserven, som bestod av två kompanier av studenter, adelsmän och bodbetjänter, samt en ryttarskvadron från Livregimentet.[61][62]
- Christianshavns befästning försvarades av omkring 1 000 man under generalmajor Fuchs befäl. 52 kanoner med 53 artillerister under överstelöjtnant Speckhahn fördelades omkring Jacob Madsens Plads (senare kallat Kalvebod bastion) och Amagerport. Vallarna besattes av tre holländska och ett danskt infanterikompani, två kompanier hantverkare samt ett okänt antal borgare från Christianshavn. Reserven bestod av en ryttarskvadron.[63]
- I vattnet söder om Köpenhamn låg ett antal kanonpråmar och fregatten Højenhald infrusna och fungerade som flytande fort. Kanonpråmen Svinetråget låg i närheten av Højenhald, och båda dessa skulle ge flankerande eld mot de anfallande svenska trupperna. De andra pråmen var Den stumpede Hund nordväst om Kastellet och Lykkepotten vid själva hamninloppet. Højenhald försvarades av den danske kaptenen Peter Morsing, den norske skepparen Hagen Halvorsen och 18 man samt tolv kanoner med 32 artillerister.[64] Svinetråget var beväpnad med sju metallkanoner och några järnkanoner och försvarades av en skeppare, två konstaplar och nio båtsmän.[65]

#### Svenska armén

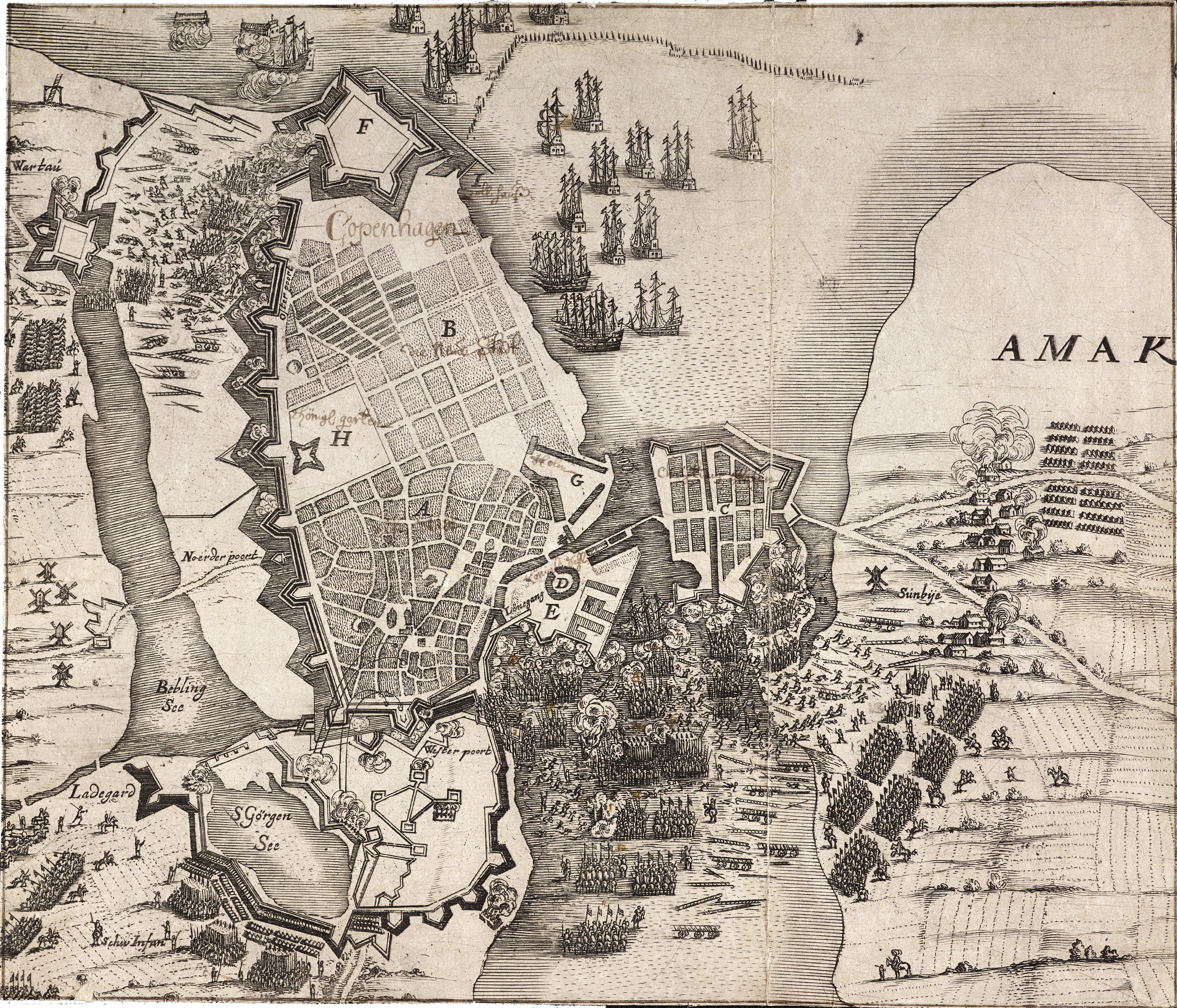
Samtida kopparstick av det svenska anfallet mot Köpenhamn den 11 februari 1658.

Karl X Gustav förde det direkta befälet för den svenska huvudanfallsgruppen, och fältmarskalken Gustaf Otto Stenbock och rikstygmästaren Erik Stenbock skulle ersätta stupade högre officerare eller kungen om han sårades eller stupade. Kungen förfogade över sammanlagt 7 750 man. Av dessa var 4 600 fotsoldater, 1 900 ryttare och 1 250 icke-stridande materialpersonal, bestående av särskilt utvalda fotsoldater, avsuttna ryttare, artillerister och matroser. Bland svenska regementen ingick Livgardet, Hälsinge, Kronebergs, Södermanlands, Upplands, Västgöta och Östgöta regementen. Övriga regementen bestod av värvade utländska förband som kom att utgöra de främsta bataljonerna i anfallet. Karl X Gustavs plan var att från en utgångspunkt söder om Sankt Jørgens Sø och väster om Dronningens Have skulle två kolonner, fördelade mellan sex respektive fem brigader, framrycka över den isbelagda Kalvebodstrandsviken och anfalla och erövra befästningsverken på Slotsholmen vid Løngangen och Bryghuset, varifrån anfallet skulle fullföljas in i Köpenhamns gamla stadsdel.
- Den vänstra stormkolonnen på sex brigader skulle bryta sig in i vallen mellan "Den halve Bolværk" och Løngangen. När det var gjort skulle kolonnen fördelas och vika av åt var sitt håll och rulla upp försvaret till höger och vänster. En mindre styrka skulle frontalstorma och erövra ravelinen framför "Den halve Bolværk". Två främre brigader under generalmajor Fabian von Fersen skulle inleda anfallet, varefter de fyra övriga brigaderna skulle insättas senare.[70][71][69] Totalt bestod kolonnen av 2 000 fotsoldater och 550 materialpersonal.[5]
- Den högra stormkolonnen på fem brigader skulle storma och inta Slotsbastionen, Bryghuset och Slotsherrens Stald. Två främre brigader under generalmajor Johan von Essen skulle inleda anfallet, varefter de tre övriga brigaderna skulle insättas senare.[70][71][69] Totalt bestod kolonnen av 1 800 fotsoldater och 650 materialpersonal.[5]

När kolonnerna intog dessa mål skulle de göra sig redo för en dansk motoffensiv, varefter kolonnerna skulle storma själva staden. En infanterireserv på 600 man, fördelade på två brigader under överste Nils Brahe, skulle följa efter den vänstra stormkolonnen och understödja deras anfall. En kavallerireserv på 1 900 ryttare, fördelade på sex skvadroner under Filip av Sulzbach, tilldelades tre uppdrag. Reserven skulle vara redo att understödja stormningen av staden, slå tillbaka eventuella danska utfall, och säkra stormkolonnernas återtåg. För att säkra flanken skulle amiralitetstygmästaren Hans Clerck med en styrka på 50 materialpersonal och 180 fotsoldater, bestående av 100 musketerare, 30 man ur Livgardet och 50 matroser utrustade med korta pikar och blankvapen, erövra Svinetråget och sedan anfalla och bränna upp Højenhald, samtidigt som huvudanfallsgruppen gick ut på Kalvebodstrandsviken.
För att vilseleda danskarna om var huvudanfallet skulle ske, och för att samtidigt få dem att splittra sina trupper, planlades tre skenanfall mot Østerport, Nørreport respektive Christianshavn. Dessa skulle genomföras vid midnatt i samband med huvudanfallet av 1 650 fotsoldater, 900 ryttare och 550 materialpersonal, fördelade på följande vis:

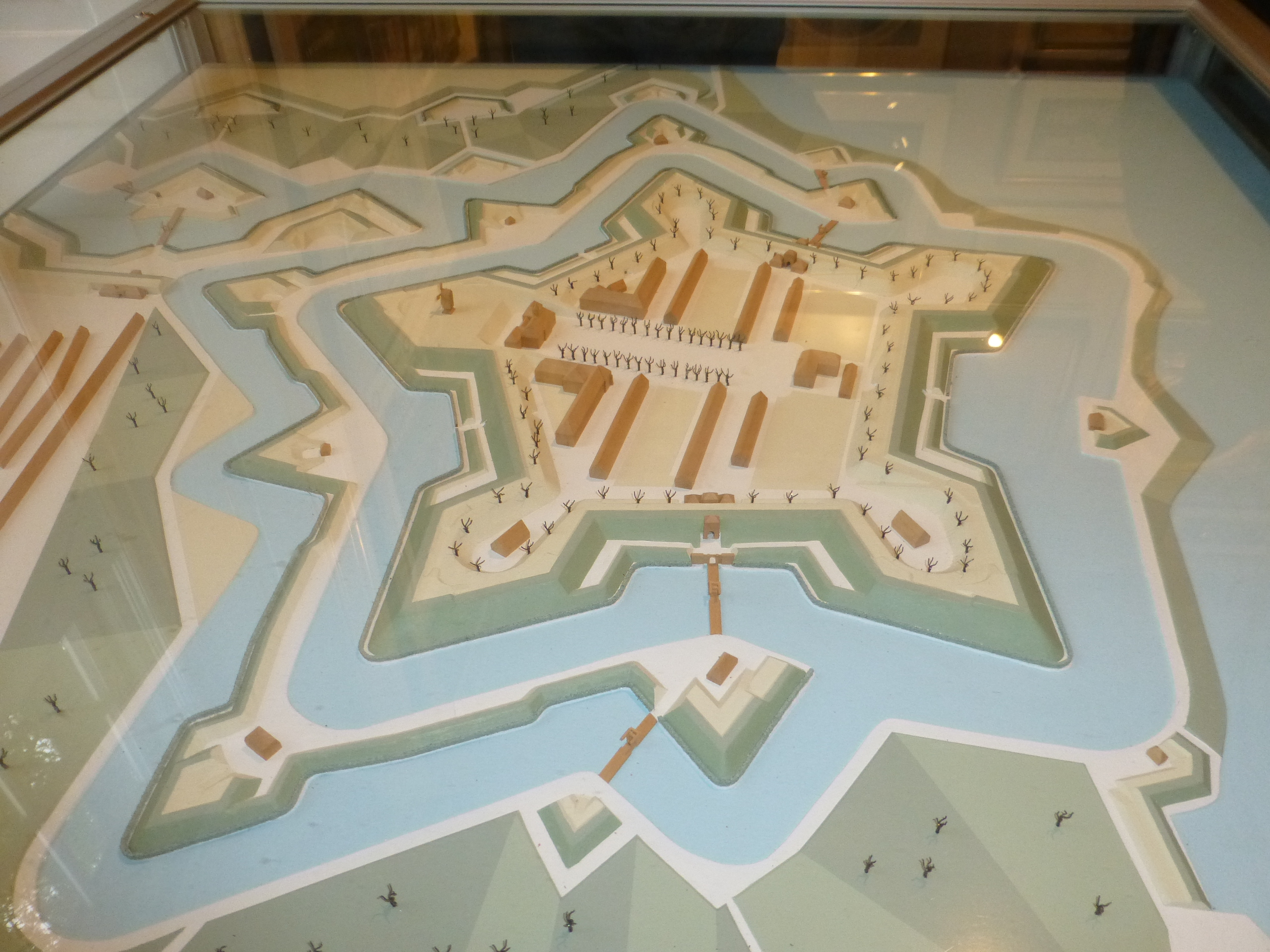
Modell av Kastellet i Köpenhamn.

- Den största koncentrationen skedde mot Østerport under Gustaf Persson Banér, som marscherade från Kronborgsvägen i spetsen för 500 ryttare, 1 250 fotsoldater och 450 materialpersonal. När Østerport intogs skulle 1 000 man angripa Kastellets norra bastion, medan 250 man skulle ta sig an "Den halve Bolværk" vid Kastellet. När dessa mål intogs skulle trupperna anfalla själva Kastellet för att förhindra danskarna från att använda det som tillflyktsort. Ryttarna skulle stå i reserv och kommenderades att understödja stormningen, slå tillbaka eventuella danska motanfall och säkra truppernas återtåg.[73][74][75]
- Anfallet mot Nørreport skulle utföras från Brønshøj med en mindre anfallsgrupp på 150 man under överste Nils Rooth. Då Rooth skulle genomföra ett fingerat anfall, bestod hans anfallsgrupp av 50 tvångskommenderade själländska bönder och 100 tatarer och diverse folk som på papperet kallades för "kanaljer", som man hade "råd att förlora".[73][76][77][74][75]
- Anfallet mot Christianshavn skulle utföras av Clas Tott, som marscherade från Køgevägen i spetsen för 400 ryttare, 250 fotsoldater och 100 materialpersonal. Anfallet koncentrerades mot Kallebod bastion, där målet var att dra bastionens kanoneld från huvudanfallet och därefter placera en bred gångbro. När Kallebod intogs skulle ryttarna stå i beredskap på Amager.[73][75]

Materialpersonalen beordrades att medföra 200 hjulförsedda gångbroar i varierande storlek, 200 stormstegar, säckar fyllda med hackelse som skulle strös ut på isen så att stegarna inte skulle glida när soldaterna tog sig upp på dem, tjocka nät som skulle kastas över stormpålar och palissader som soldaterna skulle passera, yxor, änterbilor, hand- och muskötgranater, petarder samt stålspikar som skulle förnagla danska kanoner. Materialpersonalen vid den vänstra stormkolonnen skulle medföra två breda gångbroar som skulle brukas av ryttarna, medan personalen vid styrkorna mot Østerport respektive Christianshavn skulle medföra var sin gångbro.
I varje anfallsgrupp gick en stöttrupp i spetsen, bestående av några officerare och 66 utvalda soldater. Efter truppen följde 30 musketerare och två officerare och efter dessa en kapten ur flottan med åtta matroser, som förde med sig en hjulförsedd gångbro. Med denna grupp gick 20 matroser utrustade med yxor som skulle hugga ner de danska palissaderna. Efter denna grupp kom en skeppslöjtnant och 80 matroser som skulle bära tio dubbla och tio enkla stormstegar samt säckar fyllda med hackelse. I kolonnerna gick tio soldater som skulle kasta nät över palissaderna. Artilleripjäser medfördes inte under stormningen eftersom de flesta var utspridda på olika garnisonsorter. Istället beskyddades kolonnerna av åtta musketerare utrustade med granatgevär och arton grenadjärer som vardera bar ett stort antal handgranater, som i någon mån skulle ersätta artilleriet. Sist i kolonnerna gick fyra matroser utrustade med änterbilor.
Sammanlagt skulle omkring 9 050 svenska soldater, fördelade mellan 6 250 fotsoldater och 2 800 ryttare, och 1 800 materialpersonal delta i Köpenhamns stormning. Då soldaterna inte hade uniformer skulle de som kännetecken placera en halmkrans med en instucken enrisknippa i mössorna. Det svenska fältropet löd "hilf Gott" (Hjälp [oss] Gud).

#### Skenanfall innan stormningen
Den 18 januari genomförde lantgreven Fredrik II av Hessen-Homburg med sitt kavalleriregemente ett anfall över isen mot Christianshavn. De danska förposterna slog snabbt till reträtt och danska förstärkningar från Slotsholmen under överstelöjtnant Powisch drevs också tillbaka. Generalmajor Fuchs trupper stannade dock kvar på sina poster och överstelöjtnant Speckhahn bombarderade de svenska ryttarna. Svenskarna red fram och tillbaka längs vallen under ständig beskjutning, och efter en timme drog de sig tillbaka med några stupade. Fredrik II miste sitt vänstra ben och blev senare tvungen att använda ett konstgjort ben med silverleder.
Den 8 februari, tre dagar innan den planerade stormningen, marscherade Karl X Gustav med sin armé ut från Carlstad i en sex kilometer lång sträcka till Köpenhamn och genomförde olika skenanfall mot det danska försvaret. Dessa gjordes dels för att pigga upp de svenska trupperna inför den planerade stormningen, dels för att samla in tillräckligt mycket information om de danska ställningarna, och dels för att neutralisera det allvarliga hotet mot svenskarnas kommande anfallsväg i Kalvebodstrandsviken av både Svinetråget och Højenhald. Under natten mellan den 8 och 9 februari genomfördes en svensk framstöt från Kalvebodstrandsviken mot Svinetråget. De svenska angriparna leddes av Hans Clerck. I skydd av mörkret kom svenskarna så nära danskarna på pråmen att dessa upptäckte angriparna "på ett pistolskotts avstånd". Snart utbröt ett våldsamt handgemäng på pråmen, där Clerck fick ett slag i huvudet och ramlade överbord i en vak. Han lyckades dock kravla sig ombord igen och till sist stod svenskarna som segrare. Fyra danskar togs tillfånga och en stupad dansk kastades i sjön. De överlevande danskarna flydde till vallarna och pråmen antändes av Clercks män. Eldskenet upptäcktes av danskarna på vallarna, som senare bombarderade pråmen med sina kanoner, vilket tvingade Clerck att dra sig tillbaka till Kalvebodstrandsviken. En större truppstyrka som skickades som förstärkning till Clerck upptäcktes av de danska artilleristerna, som besköt styrkan och tvingade den att retirera. Danska matroser tog sig sedan ombord på pråmen, släckte elden och lyckades dra upp tre kanoner som svenskarna slängt överbord. Svinetråget var dock illa skadat och utgjorde inte längre samma allvarliga hot som tidigare.
Natten mellan den 9 och 10 februari anföll Karl X Gustav med kavalleriet Christianshavn, där avsikten var att trötta ut försvararna. Samtidigt anföll Erik Stenbock med fotfolket Slotsholmen, där soldaterna tog delar av slottet, men efter en hård strid tvingades svenskarna slå till reträtt. De två skenanfallen gav försvararna värdefull information. Vid upptäckten av en efterlämnad svensk gångbro som användes inför anfallet mot Svinetråget, drog danskarna slutsatsen att svenskarna var underrättade om isvakarnas bredd. Under de närmaste dagarna gjordes isvakarna ännu mer bredare. Skenanfallen pekade också på att huvudanfallet skulle ske över den isbelagda Kalvebodstrandsviken.

#### Stormningen

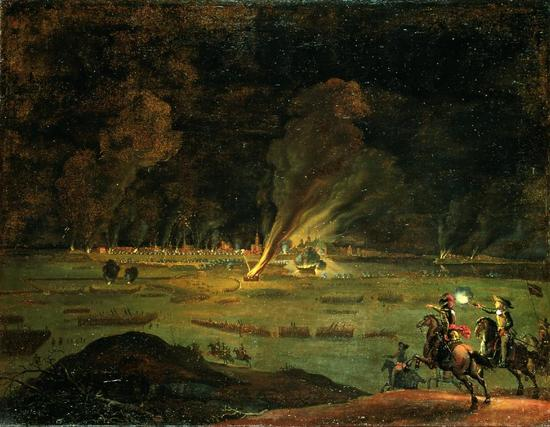
Stormningen av Köpenhamn under natten mellan 10 och 11 februari 1659. Målning (1659) av Daniel Vertangen.

Klockan halv två på natten mellan den 10 och 11 februari tändes två stora tjärtunnor på Valby Bakke, som signalerade Karl X Gustavs anfall. De båda stormkolonnerna framryckte mot Slotsholmens strand. Karl X Gustav övervakade anfallet från en plats i de gamla övergivna belägringsverken, invid en stor stockeld, precis utanför de danska kanonernas räckvidd. Erik Dahlbergh var kungens personliga adjutant och ansvarade för ordergivning och rapportering.
General Banérs skenanfall mot Østerport var planerat att sättas in före det stora huvudanfallet i söder. Banérs styrka drog in i Vartov, men när styrkan gick vidare mot sitt mål hamnade Banér vilse i nattmörkret och kom inte i strid förrän några timmar senare. Under tiden gick Rooths anfall mot Nørreport enligt tidsplanen. Men när hans styrka nådde dit upptäckte de att vallgraven framför Nørreport var för bred för de gångbroar som de medförde. Styrkan tvingades göra halt, samlades ihop och öppnade sedan eld mot de holländska försvararna på vallarna. Därefter ringde stridslarmet över hela staden och samtliga kanoner avfyrade alarmskott. Efter en timme skingrades Rooths styrka av den holländska elden, och efter ihärdiga försök att ta sig över vallgraven, tvingades Rooth dra sig tillbaka med svåra förluster. Någon fara hotade aldrig Nørreports försvar och några styrkor drogs aldrig från huvudfronten i söder. Skenanfallet blev istället gynnsamt för danskarna, eftersom de nu blev varskodda om svenskarnas anfall och kunde snabbt inta stridspositioner.
Klockan halv tre på natten marscherade de omkring 4 000 soldaterna i stormkolonnerna ut på den isbelagda Kalvebodstrandsviken, rakt mot en dödsfälla. Vallarna mellan Slotsholmen och Helmers bastion var de starkast ockuperade delarna av Köpenhamns försvar och Svinebatteriets 130 kanoner gjorde Kalvebodstrandsviken till ett utmärkt eldområde. Under de 15 minuter som anfallsstyrkan stod inom effektivt eldområde kunde Svinebatteriet, med snabb och välriktad eld, avfyra 300 kanonkulor in i stormkolonnerna. Trots den kraftiga kanonelden som decimerade stormkolonnerna fortsatte von Fersens och von Essens främre brigader med sin framryckning mot vallarna. Till sist kom de fram till palissaderna, där timmermän gjorde hål i dem. Soldaterna strömmade in mellan palissaderna och isvakarna utanför vallarna, medförande gångbroar för att ta sig över vakarna. De danska försvararna besköt anfallarna med sina musköter och artilleristerna bytte ut kanonkulorna mot karteschladdningar.

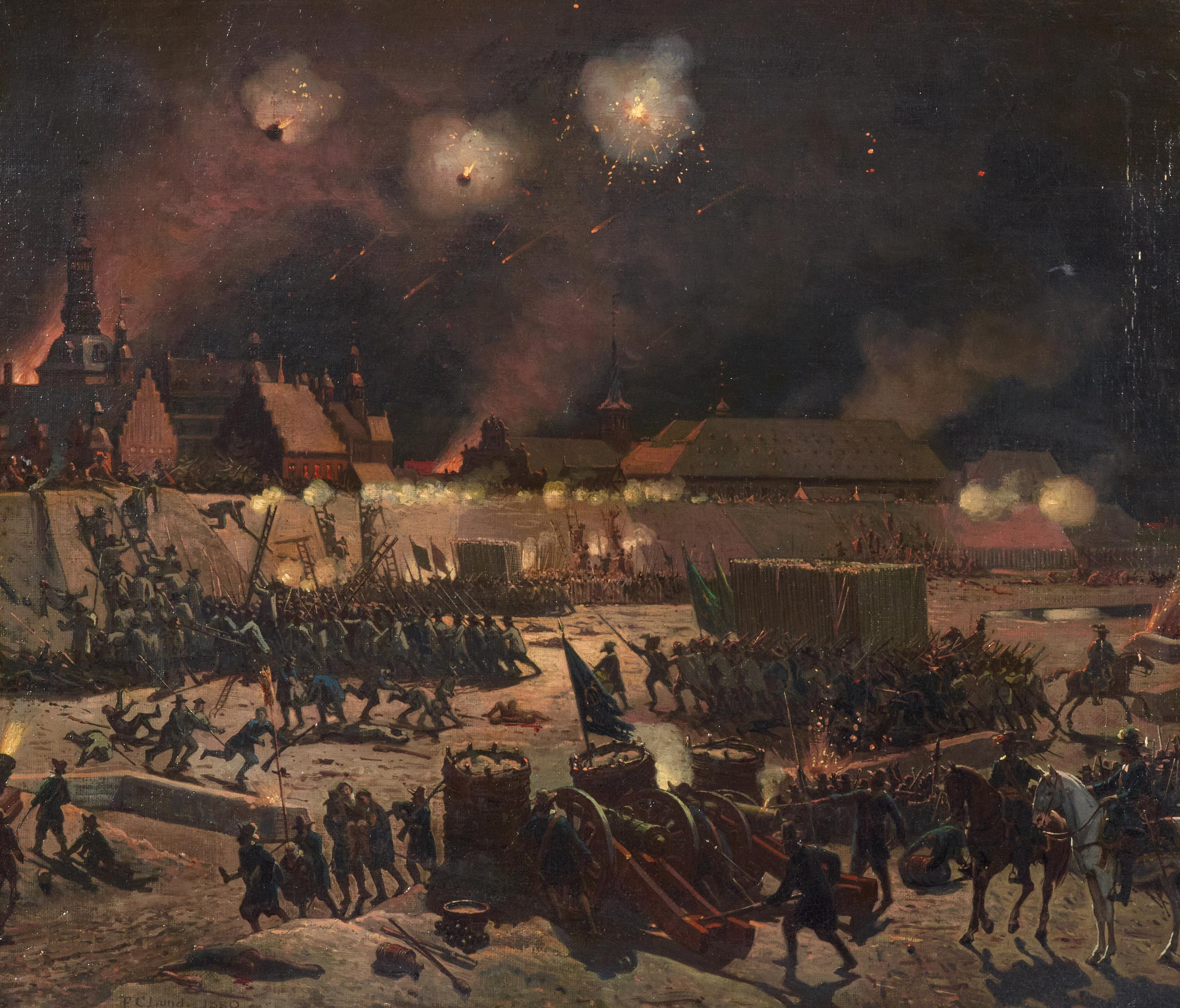
Stormningen av Köpenhamn (1880) av Frederik Christian Lund.

De svenska trupperna upptäckte dock att vakarna framför Slotsholmen och Løngangen var för breda för de bryggor som de medförde. Därför klumpades trupperna ihop och blev enkla måltavlor för den danska elden. Rutger von Ascheberg och hans 300 avsuttna ryttare försökte ta sig förbi vakarna framför Bryghuset, men han träffades av ett skott i hans högra höft och fördes bort från striden av hans soldater. Danska tvångskommenderade bönder förde dock fram längre stormbryggor och anfallet kunde fortsätta. Svenskarna reste stormstegarna mot vallarnas sidor och klättrade uppför dem under intensiv dansk beskjutning. Försvararna kastade ner stenar och handgranater och hällde brinnande tjära och kokande vatten över de klättrande angriparna eller mot klungorna som samlades runt stegarna. Eftersom vallarnas väggar var nedisade fick stormstegarna dåligt underlag och välte. Andra störtade ner när försvararna knuffade ner dem. Vissa svenskar lyckades ta sig upp på vallen och angrep danskarna, men då vallarna flockades av försvarare blev svenskarna snabbt nedgjorda. På vallarna i väster lyckades en kapten Uggla och tre soldater ta sig upp på vallen och mötte där Claus Ahlefeldt och Fredrik III, som följde Ahlefeldt till fronten. Uggla ropade på dem: "Vill ni ha pardon era danska hundar? Vem kommenderar här?". Varpå Ahlefeldt stack sin långa bardisan in i bröstet på Uggla, som föll död ner i vallgraven, och hans tre följeslagare mötte samma öde.
Svenskarna var nu hårt trängda på alla frontavsnitt. För von Essen var situationen ohållbar. Hans kolonn var fortfarande bortom räckhåll från vallen på grund av den häftiga kanonelden och led stora förluster under deras framryckningsförsök. Von Essen var dessutom oförmögen att understödja von Fersens kolonn, då utrymmet var för litet. Karl X Gustav skickade då Erik Stenbock med ett småländskt regemente till von Essens hjälp. Regementet kom i oordning under danskarnas intensiva eld och Erik Stenbock stupade för en kula i bröstet. Karl X Gustav skickade därefter Hälsinge regemente under överste Carl Sparre och Kronobergs regemente under överste Per Sparre. Dessa misslyckades också med att ta sig upp på vallarna. Efteråt insåg Karl X Gustav att kampen på detta avsnitt var förlorad och lät trupperna dra sig tillbaka i skydd för elden.

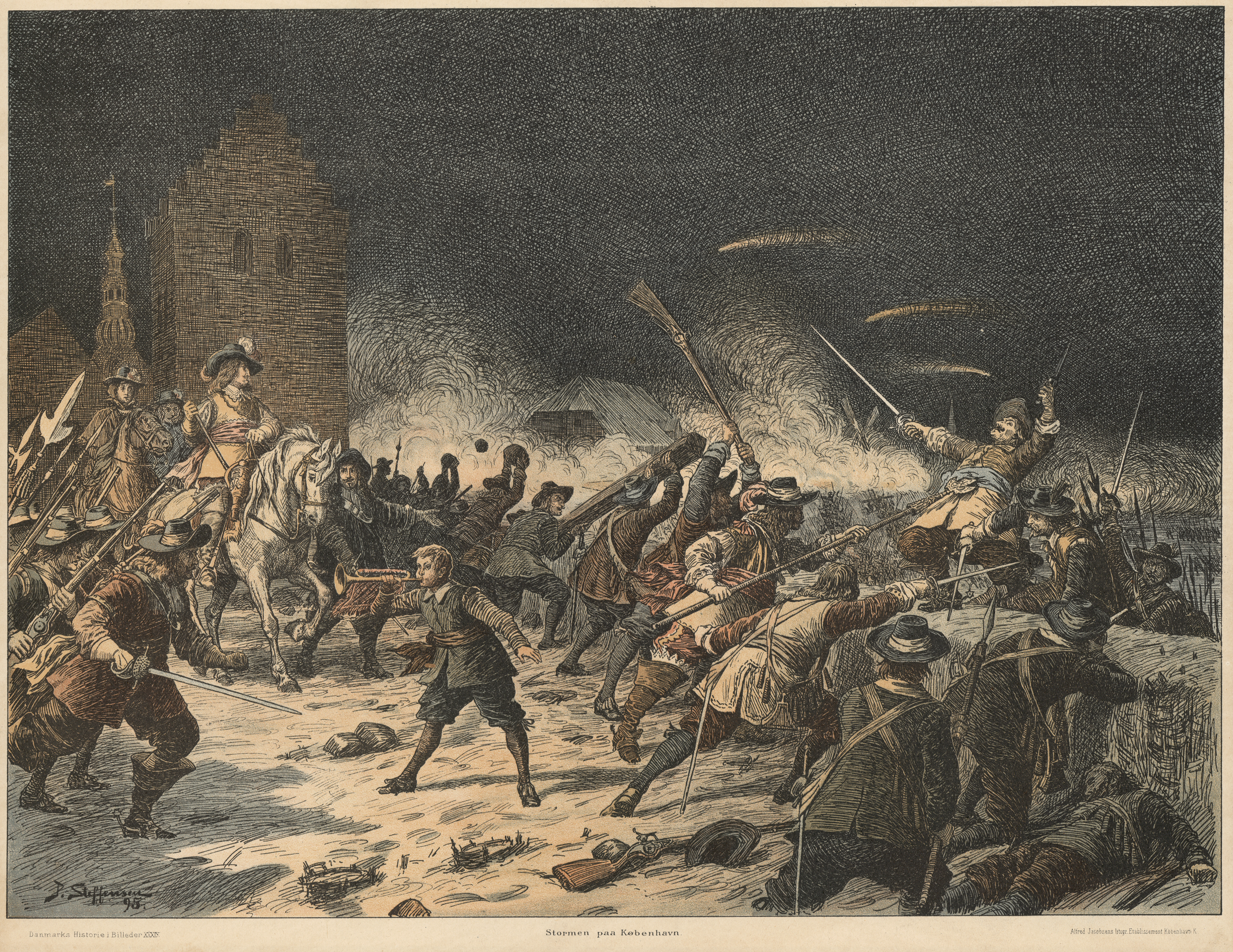
Stormningen av Köpenhamn (1898) av Poul Steffensen.

Hans Clerck gick med sina trupper mot Svinetråget, som snabbt erövrades för att sedan gå vidare mot Højenhald. Clercks styrka kompletterades med ett antal män under major Schmidt, varefter denne som högre officer tog befälet. Trupperna gick över isen i hög fart, och utsattes för intensiv beskjutning från danska kartescher och muskötkulor. Angriparna nådde inte fram och var tvungna att dra sig tillbaka med svåra förluster. Först vid det tredje anfallet lyckades angriparna ta sig in över fregattens höga reling och äntrade fartyget. Major Schmidt höggs ner av en dansk matros, som själv senare mötte samma öde. Danskarna lyckades rensa däcket från svenskar, som tvingades lämna fartyget. Ett försök att därefter antända fregatten från iskanten misslyckades och svenskarna tvingades till reträtt, varefter Højenhald kunde fortsätta sin kanonad mot de svenska anfallskolonnerna. Under tiden lyckades Clas Totts styrka ta sig förbi Højenhald och Svinetråget utan nämnvärda förluster och anföll vallarna på Christianshavn med stormstegar. Tre anfall slogs tillbaka av försvararna, och resterna av Totts styrka drog sig tillbaka.
Klockan halv fem på morgonen anlände Banérs styrka till sist vid Østerport, tre timmar efter vad som planlagts. De holländska försvararna lät Banérs anfallsstyrka slå gångbroar över vallgravarna. Först när svenskarna passerade broarna och stod precis intill vallarna till Kastellet och "Den halve Bolværk", angav holländarna en mycket kraftig musköt- och kartescheld som fällde flera svenskar. Svenskarnas kavallerireserv kastade sig av hästarna och gjorde ett nytt, desperat anfall från sydväst. Även detta anfall slogs tillbaka. Frederik Ahlefeldt grep in med den danska kavallerireserven, och Obdam gick i spetsen för sina 300 holländska matroser. Den engelske översten William Vavasour föll för ett muskötskott i bröstet då han försökte leda sina svenska soldater fram över vallgraven i ett sista anfall. Men även denna misslyckades, och Banér tvingades till reträtt mot Vartov. Eftersläntrade och sårade svenskar kapitulerade inför holländarna.
Vid sextiden på morgonen fick Karl X Gustav rapport från Dahlbergh om att samtliga anfall hade misslyckats. Kungen beordrade de resterande anfallsstyrkorna att retirera till områden utanför staden där hären var utom skotthåll men fortfarande inneslöt Köpenhamn. Under reträtten tog soldaterna med sig de flesta av sina sårade och även en del av de stupade. Kvar lämnades en stor mängd krigsmaterial och hundratals lik vid vallarna eller i isvakarna till följd av drunkning. De danska försvararna letade sig ner i vallgravarna, där kvarvarande sårade svenskar halades fram ur likhögarna och tillfångatogs, medan svårt sårade dödades på platsen. De stupade plundrades grundligt på vapen, timmer, kläder och pengar.

#### Förluster

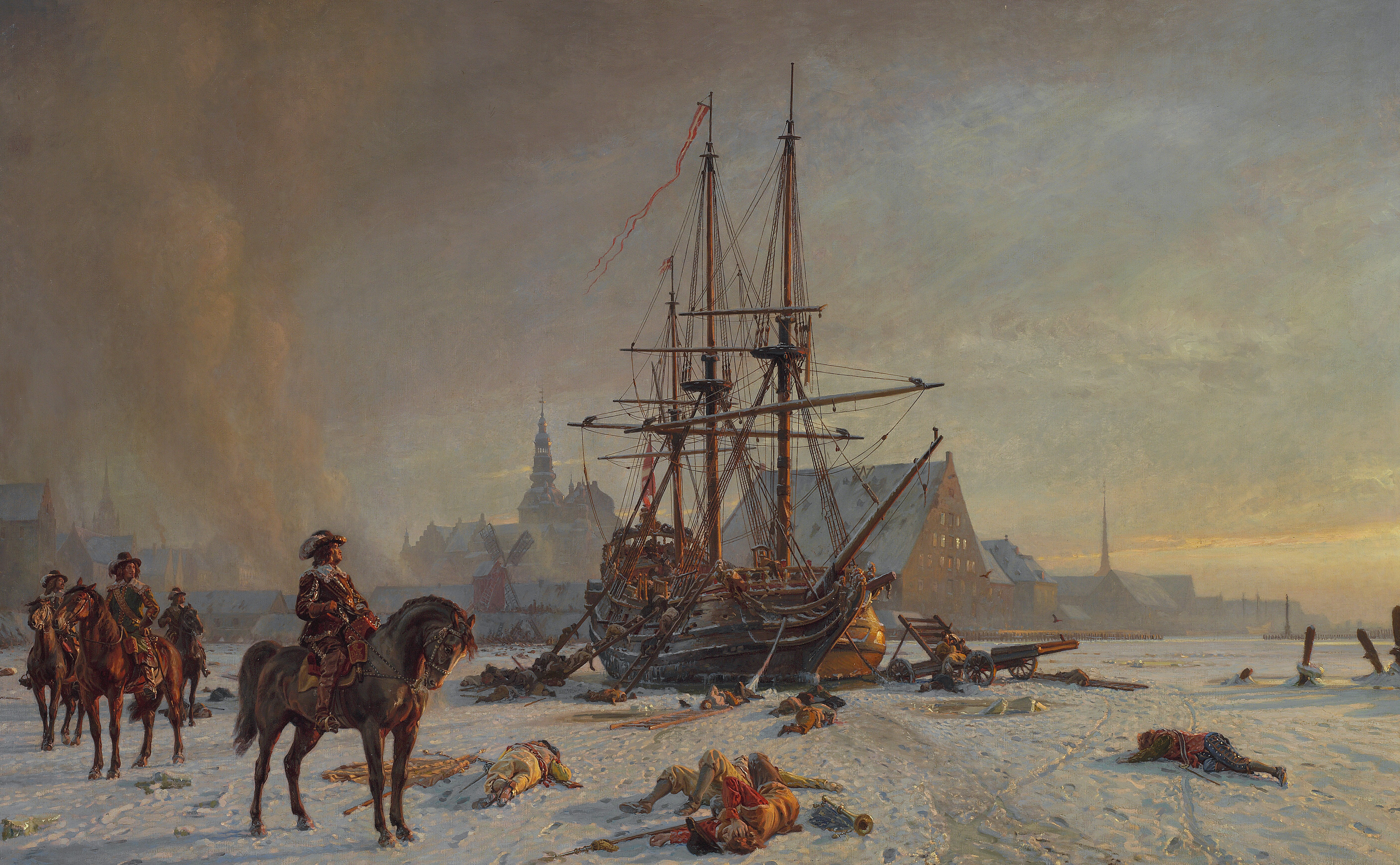
Morgonen efter stormningen av Köpenhamn 1659 (1919) av Christian Mølsted.

De danska förlusterna under stormningen var mycket små. Det uppgavs att högst 19 danskar hade stupat och ett flertal hade sårats, medan de holländska förlusterna är okända. Detta berodde på att väldigt få svenska soldater kom upp på vallarna och att den svenska beskjutningen var betydelselös. Riksrådet Gunde Rosenkrantz förlorade sin son Jørgen och major Lave Rodsteen förlorade sin son Jacob; båda hade stupat ihop med en borgare från Varberg och tre danska grenadjärer under den våldsamma striden vid "Den halve Bolværk ved Vandkonsten". Skepparen Hagen Halvorsen och fyra eller fem matroser stupade på Højenhald.
De svenska förlusterna var mycket mer omfattande, men det exakta antalet är inte fullt klarlagt. Enligt Karl X Gustavs egna uppgifter till den engelske ambassadören Philip Meadows uppgick svenskarnas förluster till 532 stupade och 894 sårade, sammanlagt 1 426 man. En svensk relation från den 15 februari 1659 nämner mellan 400 och 500 stupade samt 600 sårade. Enligt en dansk relation från den 25 februari 1659 uppgavs de svenska förlusterna till mellan 300 och 400 stupade eller sårade officerare och omkring 2 000 stupade, sårade och tillfångatagna meniga. Ett realistiskt antal uppskattas vara troligtvis mittemellan, det vill säga omkring 1 700 stupade, sårade och tillfångatagna svenska soldater. Enligt en rapport från överkrigskammarpresident Lars Fleming sändes 900 sårade och sjuka soldater för vård till Køge och Roskilde. Av dessa tillhörde 775 man från de två stormkolonnerna i huvudangreppet mot Slotsholmen, och de båda stormkolonnerna hade en förlustprocent på 30 procent stupade och sårade. Utgår man vid en beräkning av antalet stupade vid de två stormkolonnerna, från förhållandet mellan stupade och sårade enligt Karl X Gustavs uppgifter, skulle siffran hamna runt 460. I Aschebergs regemente hade 97 man stupat och 126 sårats, och av en Livgardesskvadron som innan stormningen bestod av 198 man återstod 83 man, och 38 av dessa var sårade och sjuka. Till de stupade och sårade räknades tre generalmajorer, fem överstar och sju överstelöjtnanter.
När en vapenvila inträdde några dagar efter stormningen lät Fredrik III överlämna liken av stupade svenska officerare, som rengjordes och lades ner i kistor. De stupade meniga begravdes vid Vartov och i de löpgravar som svenskarna grävt vid Vesterbro. Köpenhamns invånare samlades till tacksägelse i stadens kyrkor, som spelade Te Deum.

#### Händelserna efter stormningen
Till följd av det misslyckade stormningsförsöket beslutade Karl X Gustav att förskansa sig i Carlstad så starkt att ingen skulle kunna driva bort honom, och i stället fokusera sina trupper mot de mindre danska öarna. Den 19 mars lyckades Wrangel erövra Langeland. Ungefär samtidigt kom nyheten om att en engelsk flotta om 43 fartyg och 9 000 soldater under amiral Edward Montagu var på väg mot Danmark. De inträffade händelserna fick Karl X Gustav att se ljusare på tillvaron och han inledde förhandlingar med England om att dela Danmark mellan Sverige och England. Förhandlingarna ledde dock inte till något önskat resultat och den engelska flottan visade sig inte uppträda på svensk sida. Engelsmännens syfte med flottan var att se till att skapa jämvikt i förhållande till Nederländerna. I slutet av april och början av maj erövrade svenskarna öarna Als, Falster, Lolland och Møn.
Under våren förenade danskarna och holländarna sina sjöstridskrafter och en flotta om 50 örlogsfartyg skapades under amiral Obdams befäl. Mot denna stod amiral Klas Bjelkenstjerna med sin underlägsna flotta. Katastrofen var nära när flottorna möttes den 30 april utanför Fehmarn Bält. En storm räddade dock svenskarna, som sedan flydde till Wismar. Samtidigt bröt den allierade armén på Jylland upp ur sina vinterkvarter och marscherade mot Frederiksodde. En belägring inleddes, och den 16 maj övergav generalmajoren Hans Beddeker och de svenska trupperna fästningen för att överskeppas till Fyn. Den allierade armén ville dock inte gå över till de danska öarna, då den holländska flottan var garanten för överlevnad på öarna. Ifall den holländska flottan helt plötsligt skulle segla hem, skulle de danska sjöstridskrafterna ha stått ensamma mot de svenska. Detta skulle ha väsentligt ökat risken för att de allierades armé skulle finna sig avskurna på någon av öarna. Fredrik III kunde dock övertala befälhavaren för de allierades armé att anfalla svenskarna på Fyn.

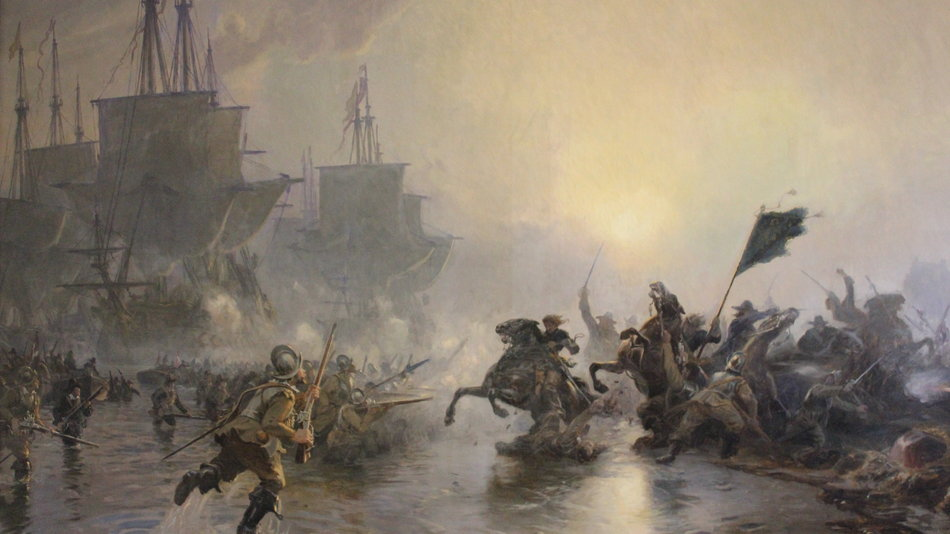
Den allierade landstigningen vid Kerteminde på Fyn den 29 oktober 1659. Målning av Christian Mølsted.

De allierade gjorde tre misslyckade försök att gå över till Fyn. Alla tre försöken resulterar i svåra förluster. Under det tredje försöket, den 23 juli, anfölls den allierade transportflottan i Ebeltoftviken av åtta svenska fregatter och några mindre fartyg under den engelske yrkesofficeren Owen Coxe. Efter striden stupade den danske befälhavaren Peter Bredal, holländarna förlorade fem fregatter och hela transportflottan förstördes. Under hösten förstärktes den dansk-holländska sjömakten, som räknade över 90 örlogsfartyg, och den beryktade holländske amiralen Michiel de Ruyter hade anslutit sig till flottan. Vid Stora Bält mötte den svenska flottan under Wrangels befäl på 30 fartyg den samlande fiendeflottan. Wrangel var nära på att gå under inför övermakten, men vid horisonten anlände plötsligt den engelska flottan. Holländarna övergav nu tankarna på att besegra den svenska flottan och förberedde sig för att möta engelsmännen. Från engelsk sida hade man dock inga fientliga avsikter mot holländarna, vilket en engelsk viceamiral meddelade dem. Medan holländarna var handlingsförlamade passade Wrangel på att sätta den svenska flottan i säkerhet.
Fredrik III försökte under tiden företa olika offensiva operationer. Planerade landstigningar i Skåne och vid Køge misslyckades. Under hösten beslutade sig Fredrik III för att återuppta försöken mot svenskarna på Fyn. Den 31 oktober landsteg Hans Schack och fältmarskalk Ernst Albrecht von Eberstein med omkring 6 000 allierade trupper vid Kerteminde på Fyn. Ön försvarades av Filip av Sulzbach och Gustaf Otto Stenbock med 5 000 man. Den 11 november hade de allierade arméerna på Fyn förenat sig, och den 14 november inledde slaget vid Nyborg, som slutade med ett stort svenskt nederlag. von Sulzbach och Stenbock flydde tillsammans i roddbåtar mot Själland, medan resterna av svenskarna på Fyn kapitulerade inför övermakten. Efter slaget avstannade krigshändelserna på den danska fronten.

### 1660

#### Freden i Köpenhamn

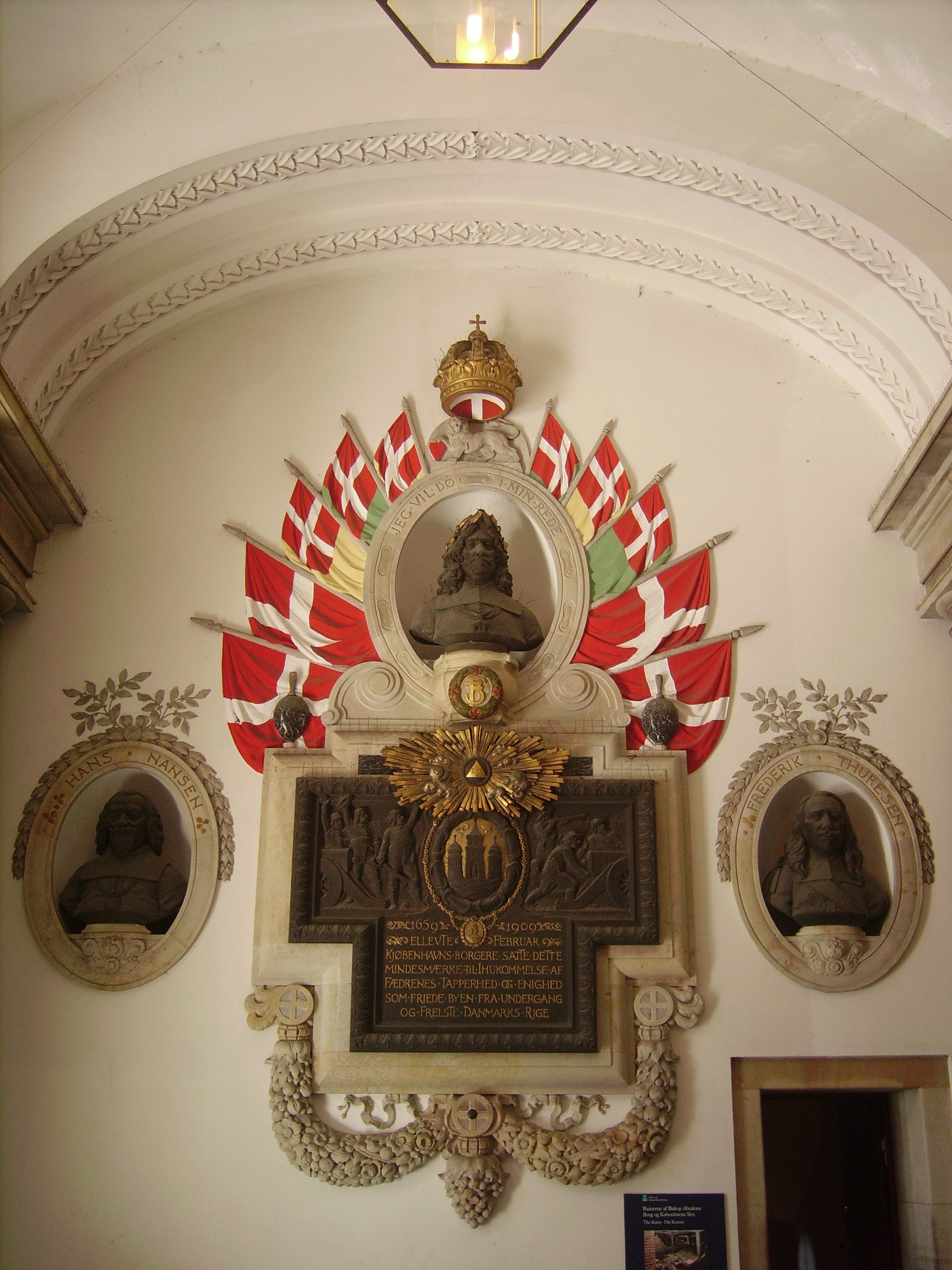
Minnestavla i Kongeport i Christiansborgs slott till minne av stormningen av Köpenhamn 1659. Tavlan avbildar Frederik III och är skapad av Martin Nyrop.

När Fredrik III fick underrättelse om Karl X Gustavs död den 13 februari 1660 förklarade han Roskildefreden vara överspelad och att dess bestämmelser inte längre kunde gälla. Ett nytt fredsavtal behövde tas fram och förhandlingarna kom snabbt till stånd. Den engelske medlaren Algernon Sidney och den franske ambassadören Hugues Terlon gjorde vad de kunde för att stötta Sverige. Den holländska sidan representerades av diplomaterna Slingeland, Vogelsang och de Huybert och på den danska sidan fanns Fredrik III, Axel Urup, Olof Pasberg och Petter Res. Den 27 maj 1660 undertecknades fredsfördraget mellan Sverige och Danmark i Köpenhamn. Danmark fick tillbaka Trondheims län och Bornholm, men de övriga landavträdelserna i Roskildefreden bevarades i svensk ägo. Fredsfördraget ratificerades av den svenska regeringen den 14 juni och det danska statsrådet den 23 juni 1660.
I samband med undertecknandet av fredsfördraget inleddes evakueringen av de svenska trupperna på Själland. Från den 1 till den 5 juni avvecklades lägerstaden Carlstad, och det plundringsbyte som inte kunde medföras till Sverige såldes till Köpenhamns invånare eller överlämnades till sina ursprungliga ägare. Den 6 juni inleddes överskeppningen från Helsingör. Men processen gick långsamt och den 23 juni anlände Michiel de Ruyter till staden med sin flotta. Den 18 juli lämnade de sista svenska trupperna Kronborg, som omedelbart ockuperades av överste Eiler Holck och hans 300 fotsoldater, och den 25 juli kunde de Ruyter rapportera för Fredrik III att de sista svenskarna hade lämnat Själland. Köpenhamns portar öppnades den 20 juli, nästan två år efter belägringens inledning.